# 鈴木Every

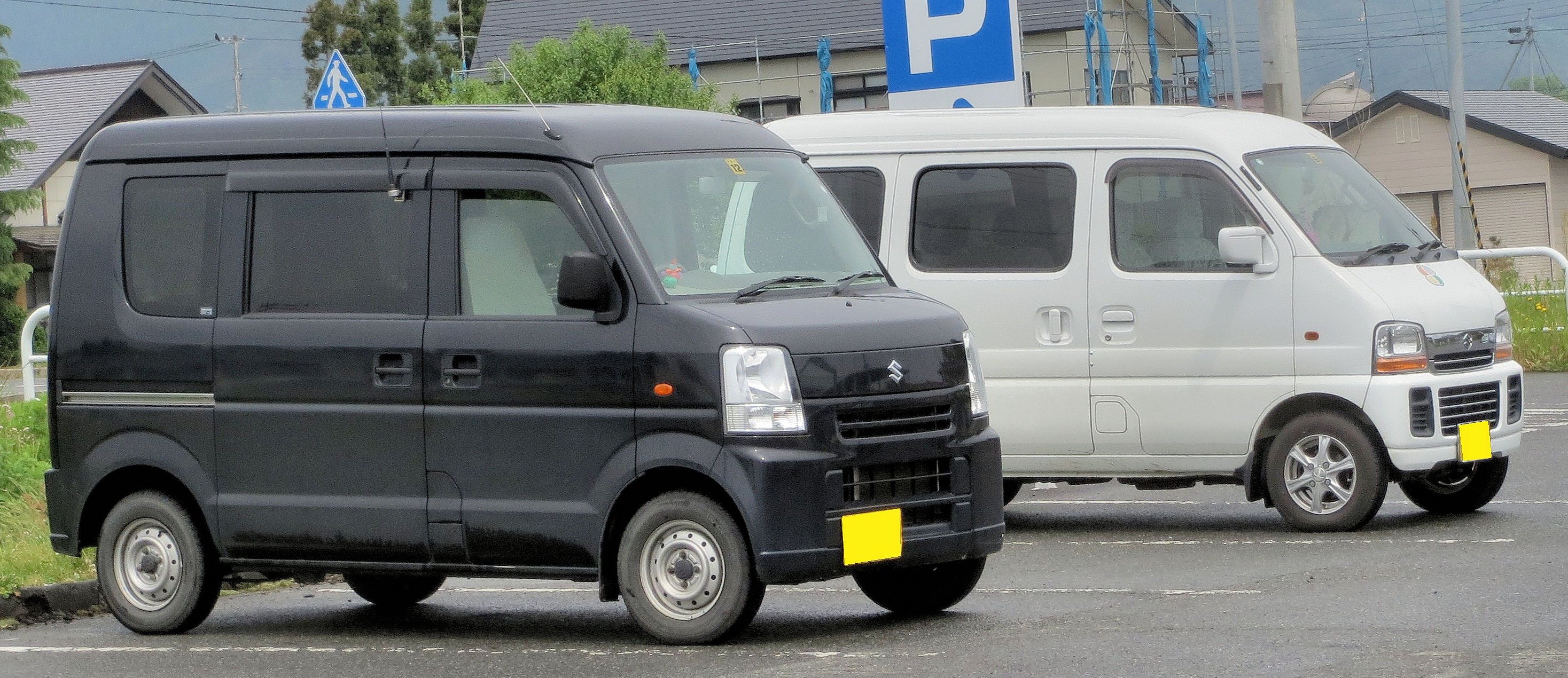
左為第五代、右為第四代

鈴木Every（日语：スズキ・エブリイ）乃是鈴木公司（1990年9月以前稱為鈴木汽車工業）自1982年起開始製造發售的輕型商用麵包車。關於車名「Every」在英語中意指「每一個」，原廠為了營造高載貨量和行走迅速的形象，故取此車名。

## 歷史與概要
Every車系衍生自1982年發售的鈴木Carry ST41V型，1999年起原廠刻意將商用車稱作「Every」、客用車稱作「Every Wagon」，以示區別。另外，由於2013年鈴木與馬自達汽車、三菱汽車、日產汽車等陸續簽訂OEM代工協議，Every也換牌成馬自達Scrum、日產NV100 Clipper / Clipper Rio、三菱Minicab Van / Truck、三菱Town Box等車款，造成日本車壇上共有4款兄弟車共同競逐的局面。
1991年大宇汽車（今通用韓國公司）曾以第八代Carry為基礎而開發大宇Damas，皮卡貨車車型則稱大宇Labo，某些國家則稱大宇Attivo。目前此車款已經進化成GM DamasⅡ，且外銷至南美洲換牌成雪佛蘭CMV。再者，通用越南公司以CKD全車散件（Completely Knocked Down）方式將Damas進口至越南，然後在現地組裝成整車。

### Carry Van（1964年-1982年）
1964年 - 9月原廠推出「鈴木Suzulight Carry Van」（FBD型），是為三門微型麵包車。
1968年 - 3月第三代Carry小改款時新設微型麵包車L30V型，車名改成「Carry Van」。
1982年 - 12月第七代Carry實行小改款，微型麵包車ST41V型改稱作鈴木Every；自此Every獨立成一個車系。

### 第一代（1982年-1985年）
1982年 - 12月第七代Carry實行小改款，微型麵包車ST41V型改稱作鈴木Every；自此Every獨立成一個車系。

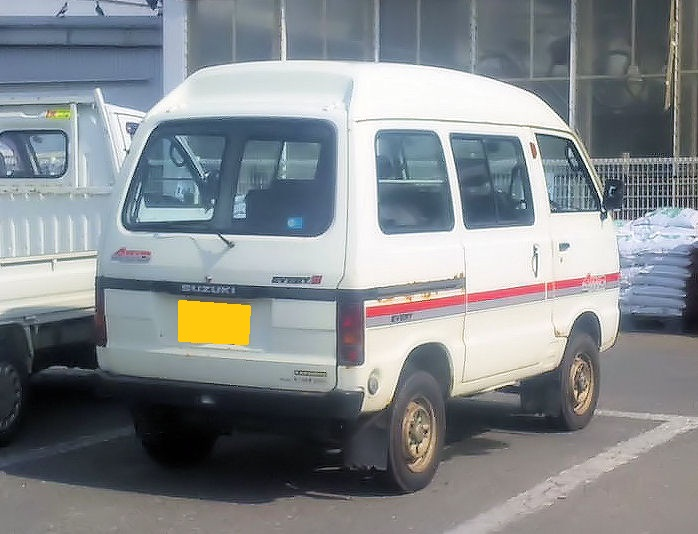
車尾
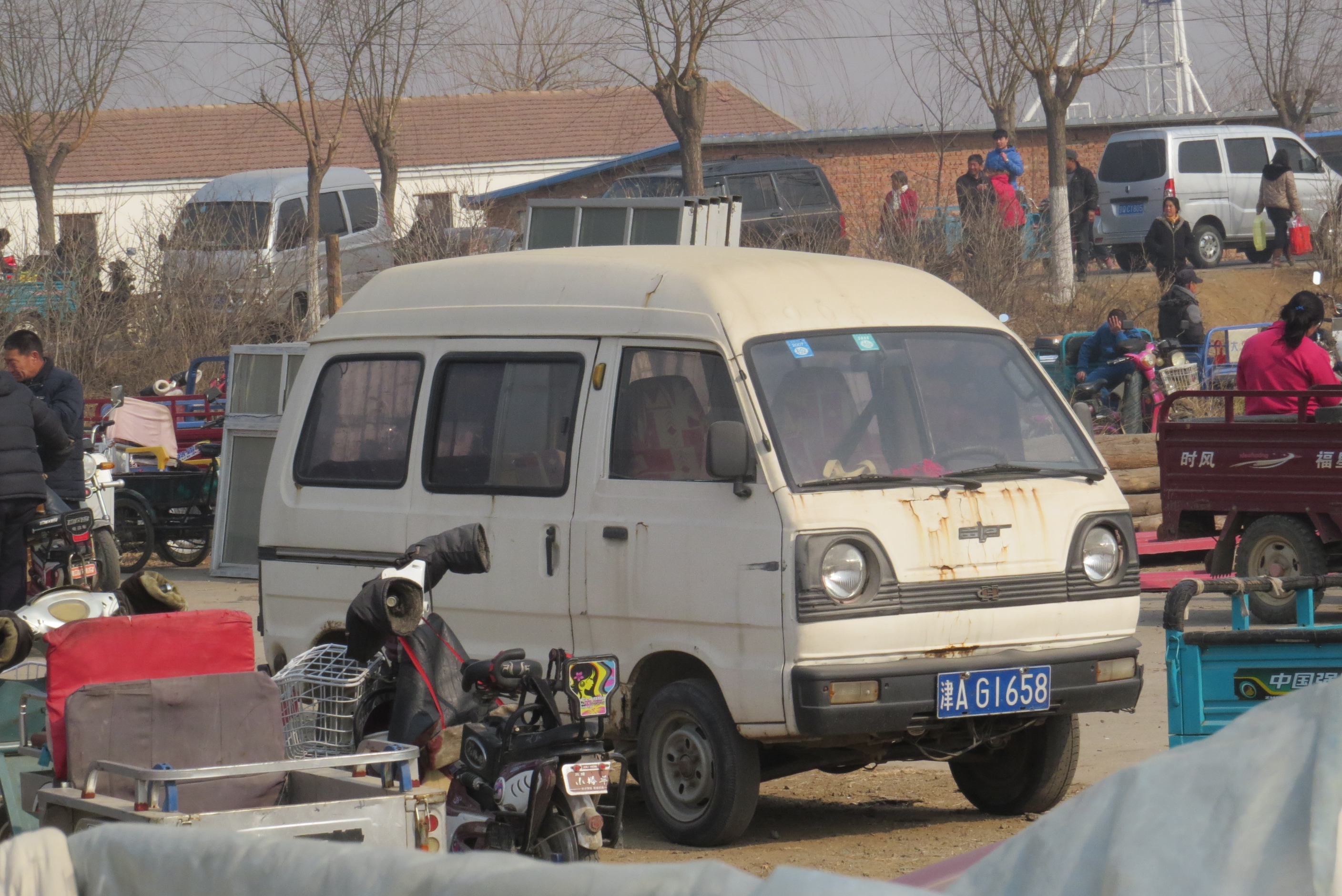
昌河汽车在ST41V基础上生产的CH6320

### 第二代（1985年-1991年）
1985年 - 隨著第八代Carry大改款而發售。
1986年 - 追加「Joy Pop」車型，主要差異在於與車身不同色的前後保險桿。
1988年 - 進行小改款，重點在於更新中控台，其餘內外裝則小幅度變更。部份頂級車型雖仍採用F5A型引擎，但一汽缸改成三汽門。
1989年 - 5月再次小改款（DA41型二輪驅動/DB41型四輪驅動），頂級車型的頭燈改成多角形，動力心臟換裝成547c.c.直列三缸SOHC F5B型引擎。
1990年 - 3月復小改款（DA51型二輪驅動/DB51型四輪驅動），全車系將頭燈改成圓形，但頂級車型的頭燈則是類圓形；動力來源改為657c.c.水冷式直列三缸SOHC F6A型引擎。同年11月，F6A型引擎重新調校後的馬力增加，從38ps提高至42ps。

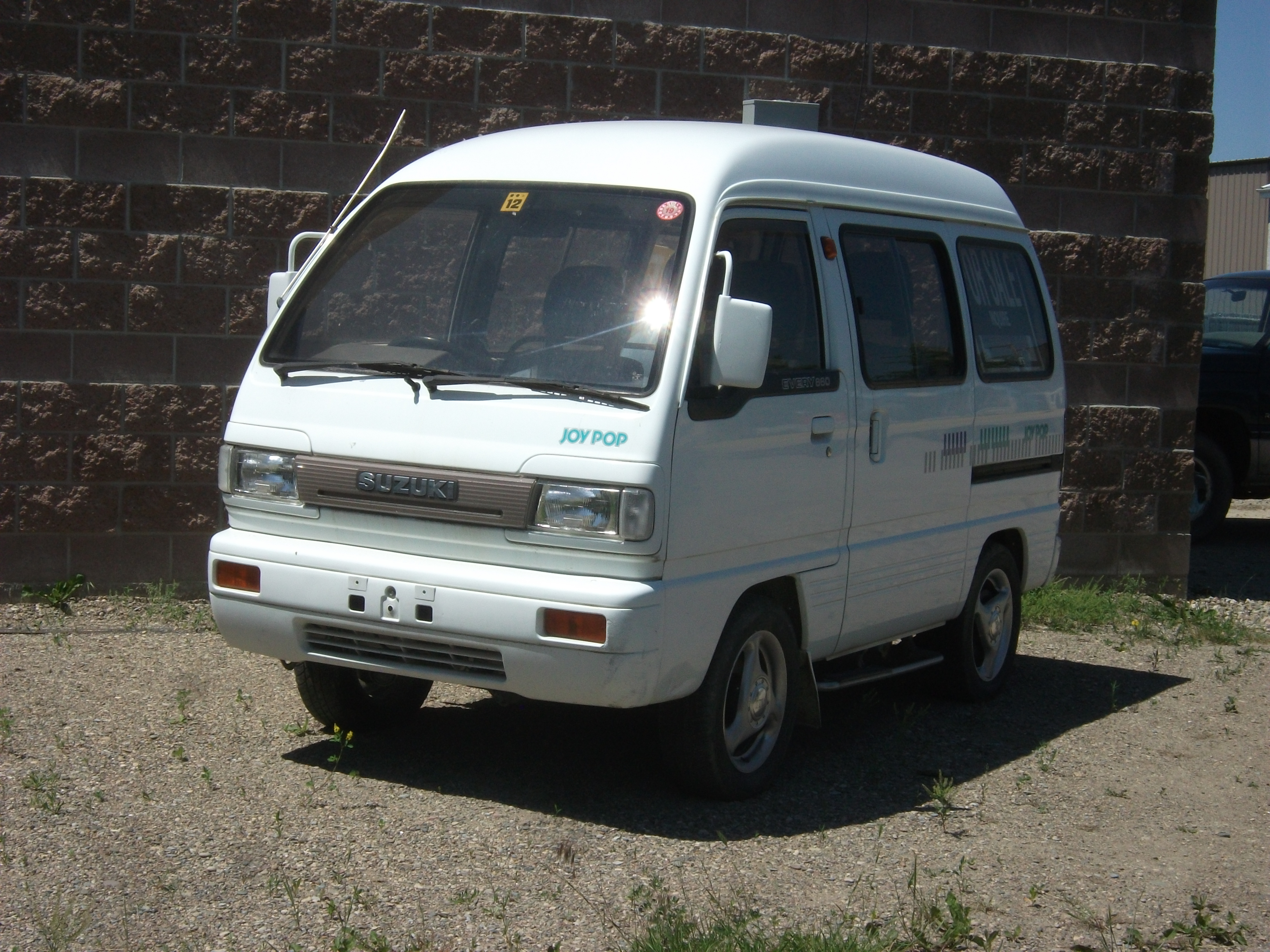
Joy Pop車型
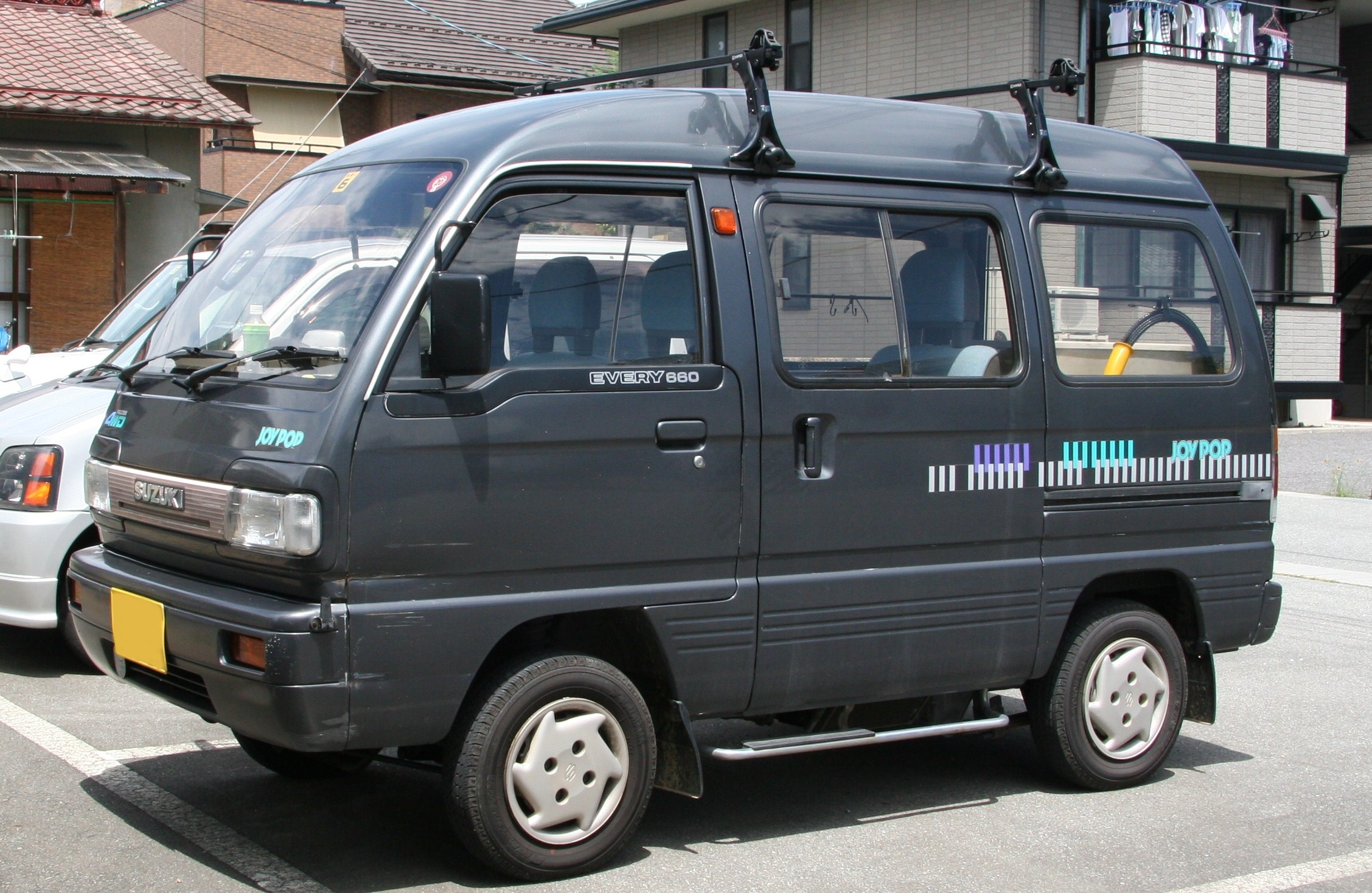
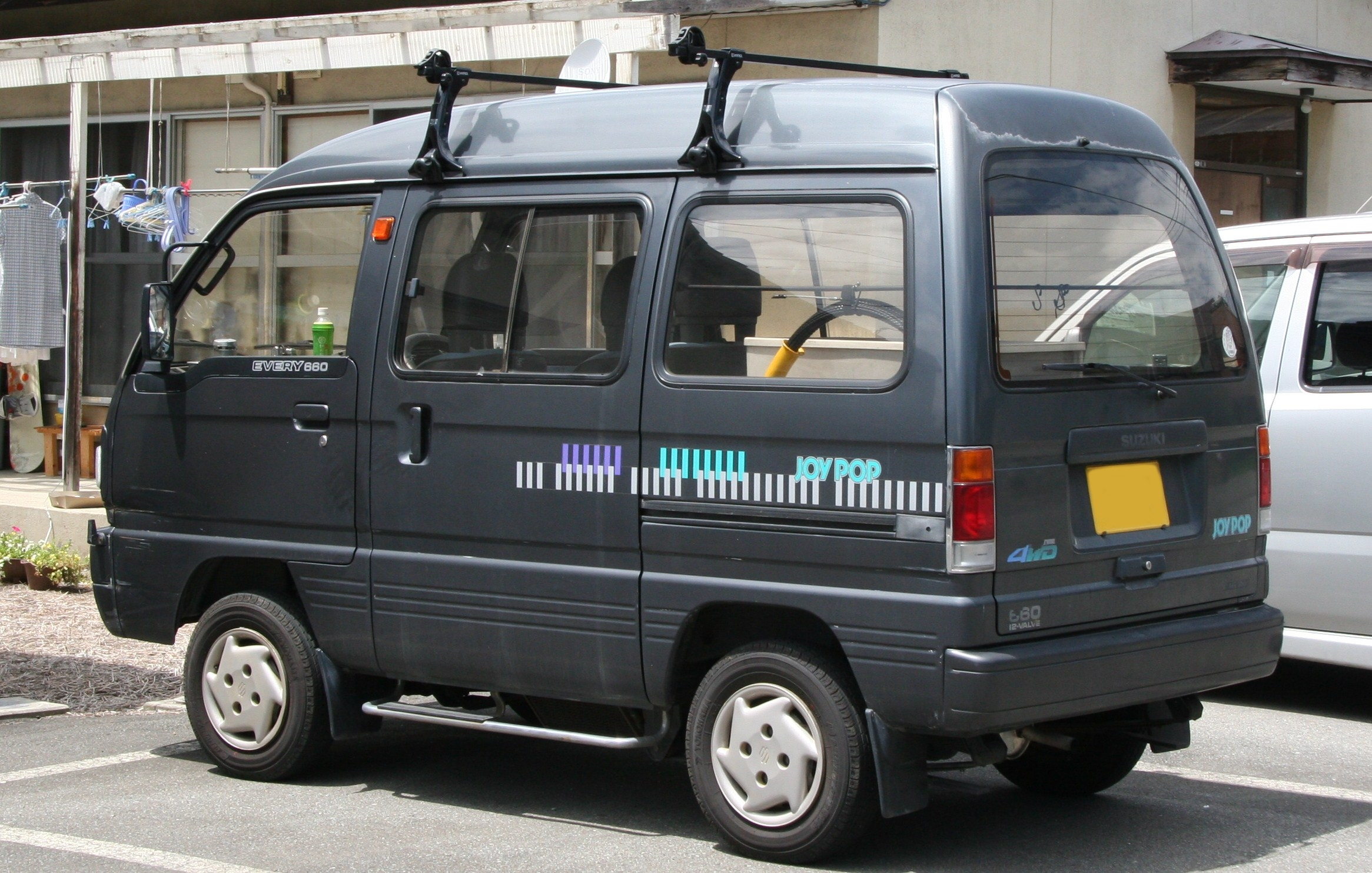
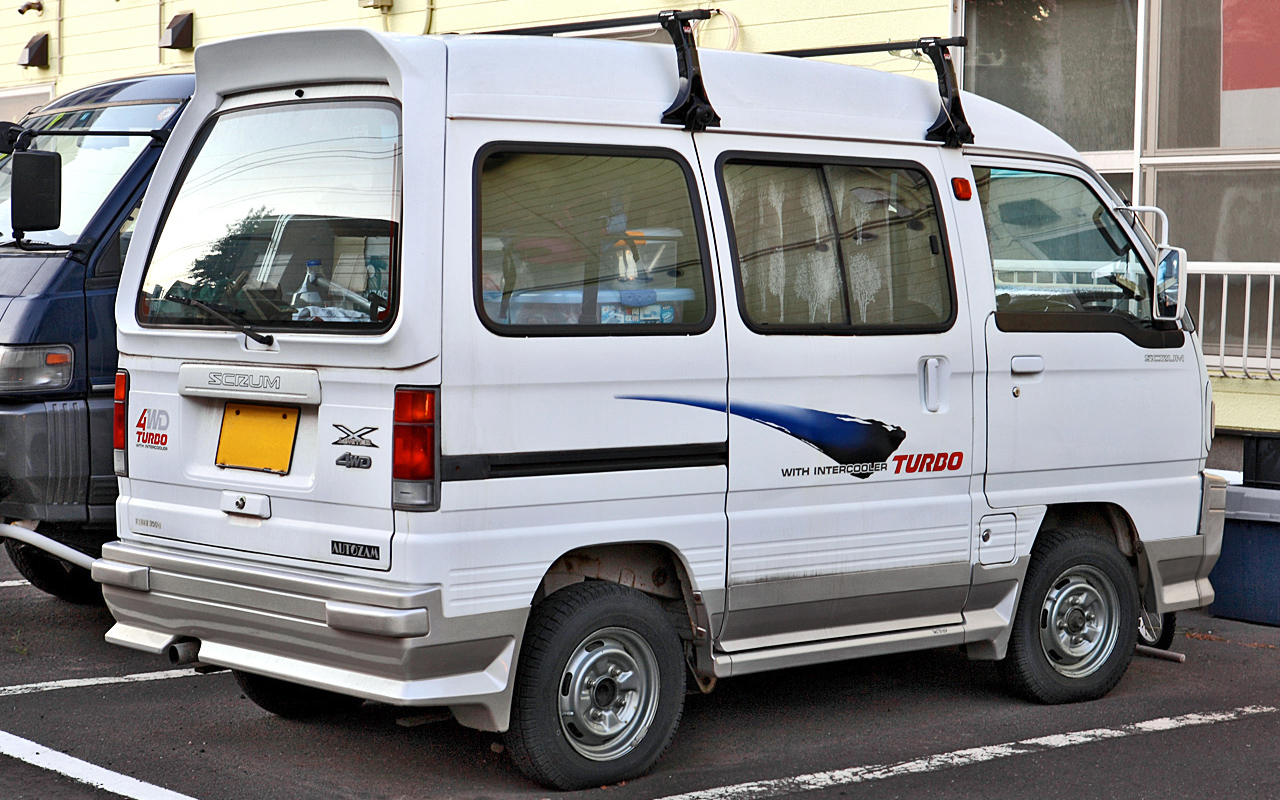
兄弟車馬自達Scrum車尾
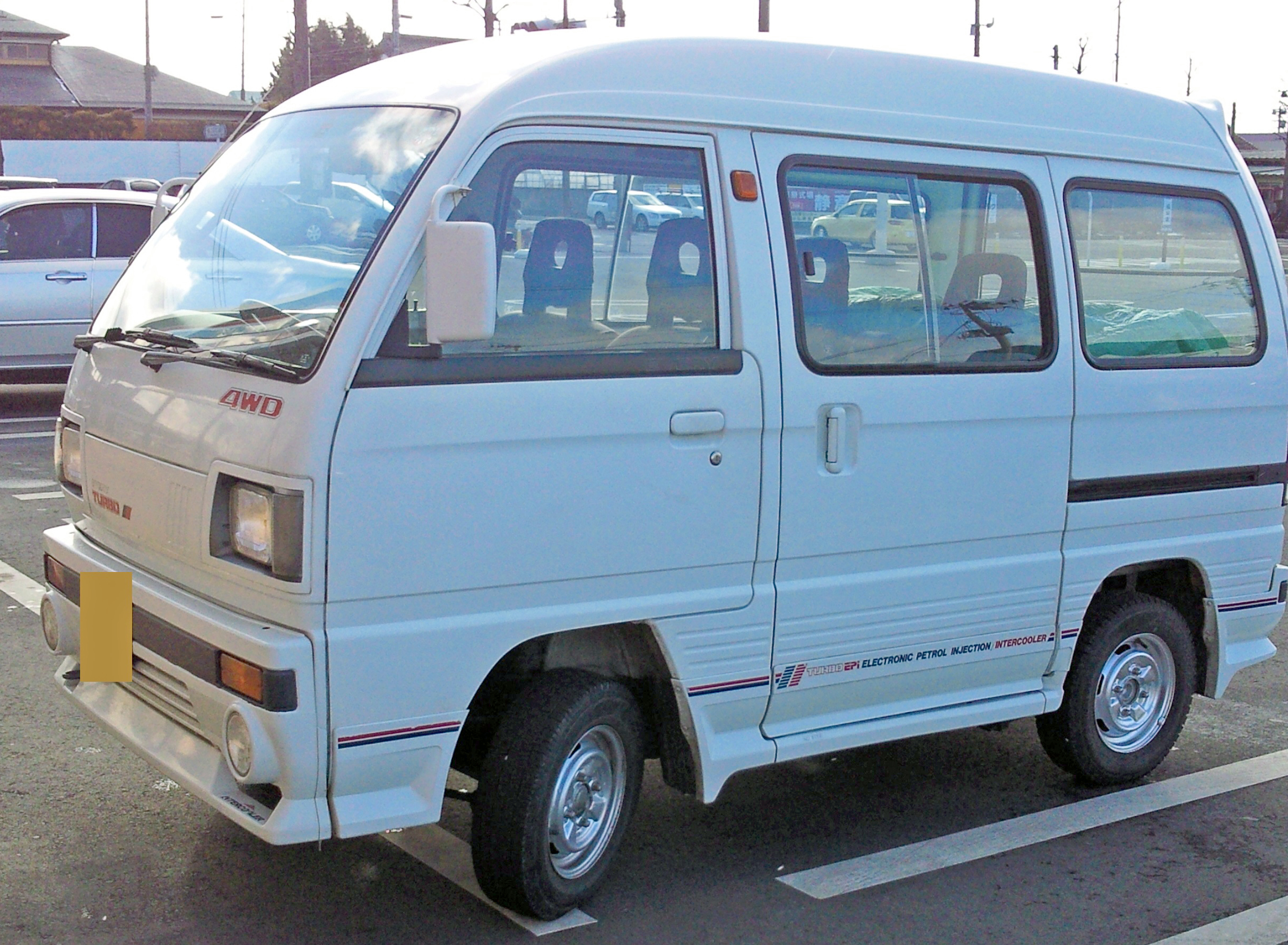
Joy Pop車型
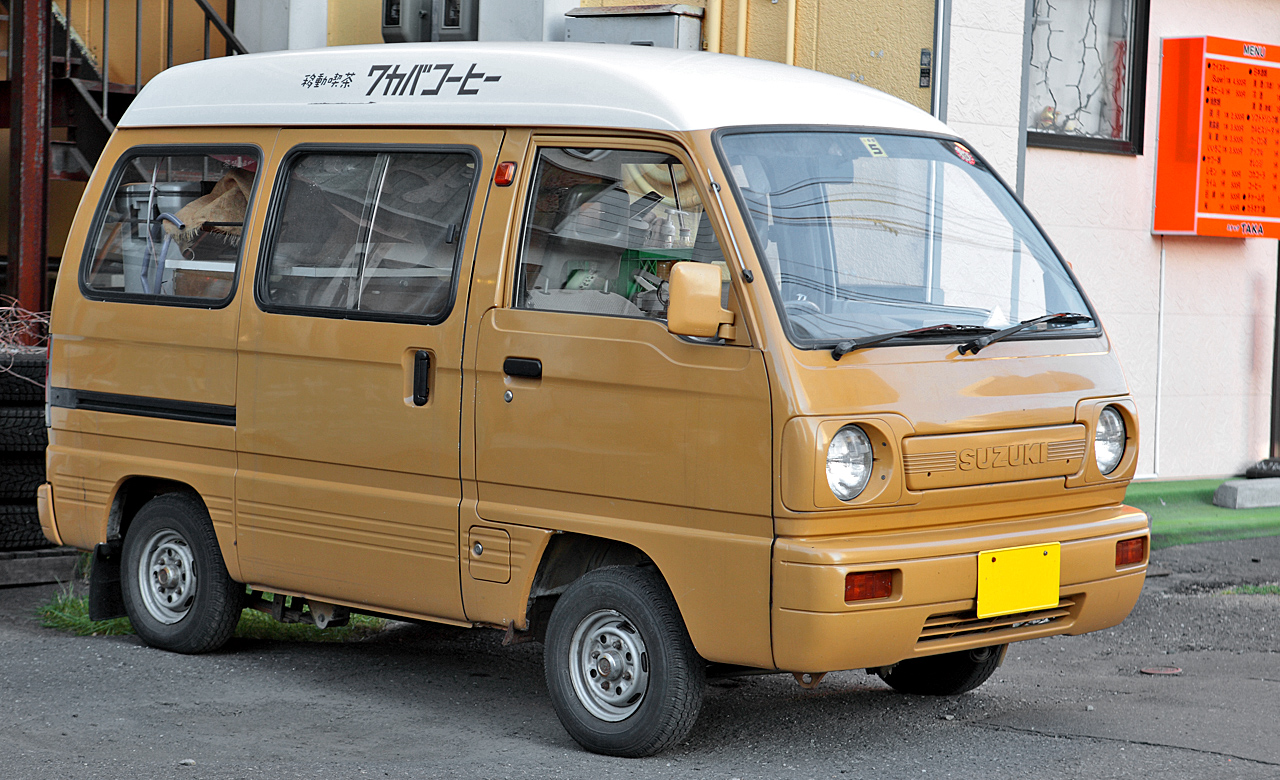

### 第三代（1991年-1998年）
1991年 - 9月大改款的第三代Every上市（DE51V型二輪驅動/DF51V型四輪驅動），商用車用途的「Carry Van」和客用車用途的「Every」分得更清楚。引擎的佈局方式為置於後車軸前方的「後中置引擎、後輪驅動」（但是Carry貨卡車型仍維持前置後驅佈局），為歷代Carry / Every首見。後輪懸吊系統則跟對手第二代本田Acty一樣，採用第迪安式活軸懸吊（De Dion tube）；但本田Acty的彈簧為板發條式，Every卻是螺旋彈簧圈。同年11月，追加「Turbo RZ Super Multi Roof」車型，具有天窗的高車頂。
1993年 - 1月推出「Joy Pop Sound」車型，昇級音響系統。同年11月原廠將Carry Van和Every整合，並追加高車頂車型。同時因為採用新冷媒，室內改用耐燃材質，並加強安全設備。
1995年 - 5月車名統一成「鈴木Every」且小改良，輪圈PCD從114.3mm縮小成100mm。提昇「Joy Pop」渦輪增壓版的出力至64ps / 6,000rpm，全部高車頂車型加裝第三煞車燈，廢除「Turbo RZ Super Multi Roof」、「Turbo PS」、「Joy Pop Sound」等款，新增「Joy Pop Limited」；調整新車色塗裝。
1996年 - 12月推出「Joy Pop II」特仕車，包含鋁合金輪圈、前下巴、左右側裙、車門裝飾貼紙、車門飾板、專用車色塗裝等配備。
1997年 - 4月小改款，重新調校引擎、改變座椅表皮材質、追加「Every C」車型。同年8月推出以「PA」為基礎而發展的特仕車「PA Limited」，包括AM/FM收音機、新座椅表皮、第二排一體可折式座椅等配備。
1998年 - 2月復推出特仕車「PA Limited Ⅱ」，除前年之配備外再增加免鑰匙感應門鎖系統（keyless entry system）。

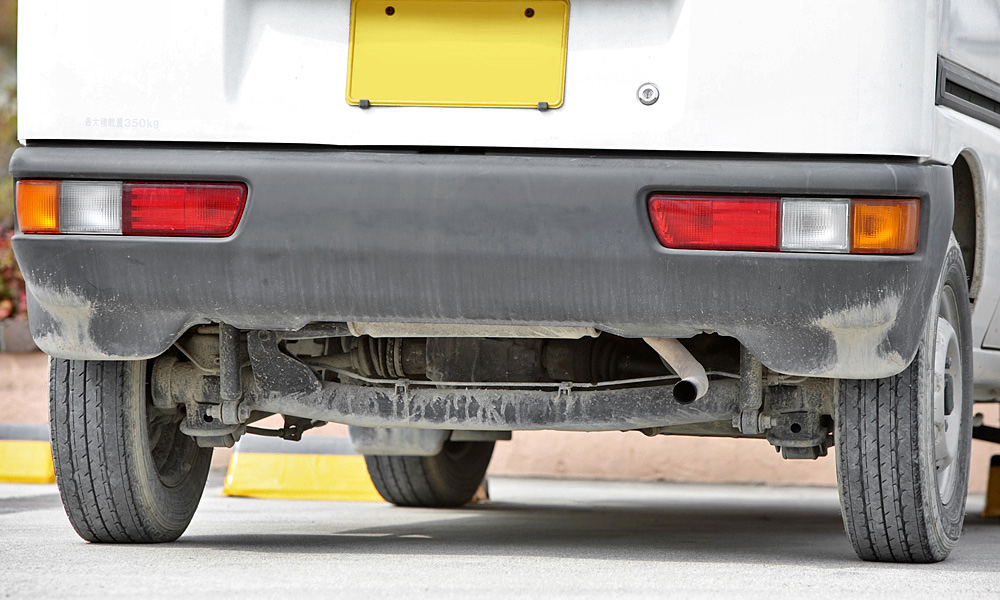
後輪懸吊特寫

### 第四代/旅行車第一代（1999年-2005年）
1999年 - 為了對應輕型車新規制，1月9日大改款的第四代Every上市（2WD為DA52型、4WD為DB52型）。除擴大車體外，並改回半平頭式（semi cab over）車頭設計。動力來源共有657c.c.水冷式直列三缸SOHC F6A型、657c.c.直列三缸SOHC F6A型渦輪增壓（附中冷器）等二種引擎可選擇。
同年6月17日追加乘用旅行車型的「Every Wagon」，具備雙前座安全氣囊、空調系統、立體音響、動力轉向輔助系統、天窗等配備。在此同時，原廠亦發表「Every+」（鈴木Every Landy前身），以Every為基礎，加以延長車頭、追加第三排座椅成為2+2+3之編排方式。動力心臟為1.3L直列四缸DOHC G13B型引擎，可輸出最大馬力85ps / 6,000rpm、扭力峰值11.3kg・m / 3,000rpm，搭配四速自排變速箱。
同年8月9日發表「Every電動車」，搭載總電壓240伏特、總電力量2.16kWh的鉛電池，可輸出45kW ／ 3,000rpm的最大馬力、95N·m ／ 4,500rpm的扭力峰值。充電8小時後可行駛110公里，最高速度可達95km/hr。
同年11月25日部分改良，渦輪增壓引擎最高出力達64ps，自排變速箱改為四速自排，自然進氣引擎的低、中速域之扭力也經過改善。除「GA」、「PA」車款將助手席安全氣囊列為選配外，全車系將前雙座安全氣囊、ABS防鎖死煞車系統列入標準配備；再者調整部分車款。12月14日原廠推出使用壓縮天然氣作為燃料的「Every天然瓦斯車」。
1999年12月24日由臺灣太子汽車國產化的鈴木Every正市上市，稱為「鈴木好伙伴」。雖然與福特好幫手P-RZ同為兄弟車，但引擎改換1.3L直列四缸SOHC G13BB型，可輸出最大馬力85ps / 6,000rpm、最大扭力10.8kg・m / 3,000rpm。變速系統為三速自排變速箱，並可選購全時四輪驅動系統。
2000年 - 5月17日部分改良，渦輪引擎版車型的外觀改變，追加爆震感知器、渦輪增壓控制裝置，且改變中冷器置放位置，於是改善渦輪增壓引擎在高速域的性能表現。再者，新增座位安全帶的高低可調裝置。為了紀念鈴木公司創立80周年，2000年6月8日推出特仕車「Every Wagon Joy Pop Turbo EX」，以「Joy Pop Turbo」為基礎外加高級音響系統、專用座椅表皮等配備。
同年7月7日針對身心障礙人士推出福祉車輛，變速箱為三速自排，可用電動遙控升降的後排左側座椅具備固定胸部用安全帶、扶手、腳踏板等，後方則配置可綑綁折疊式輪椅的束帶及掛勾。11月15日推出特仕車「Every+ Limited II」，具有車側電動收縮腳踏板、MD/CD音響、第二排左右和第三排上方新設出風口、專屬內裝等配備。
2001年 - 1月18日推出「Every 21世紀紀念Special EX-II」特仕車，具有高級音響系統、專用座椅表皮等配備。同年5月24日「Every+」改名成「鈴木Every Landy」。
9月4日一部份改良（DA62V型/DA62W型），全車系搭載全鋁合金製的658c.c.直列三缸DOHC K6A型或658c.c.直列三缸DOHC K6A型渦輪增壓引擎（附中冷器），並調整部分車型。

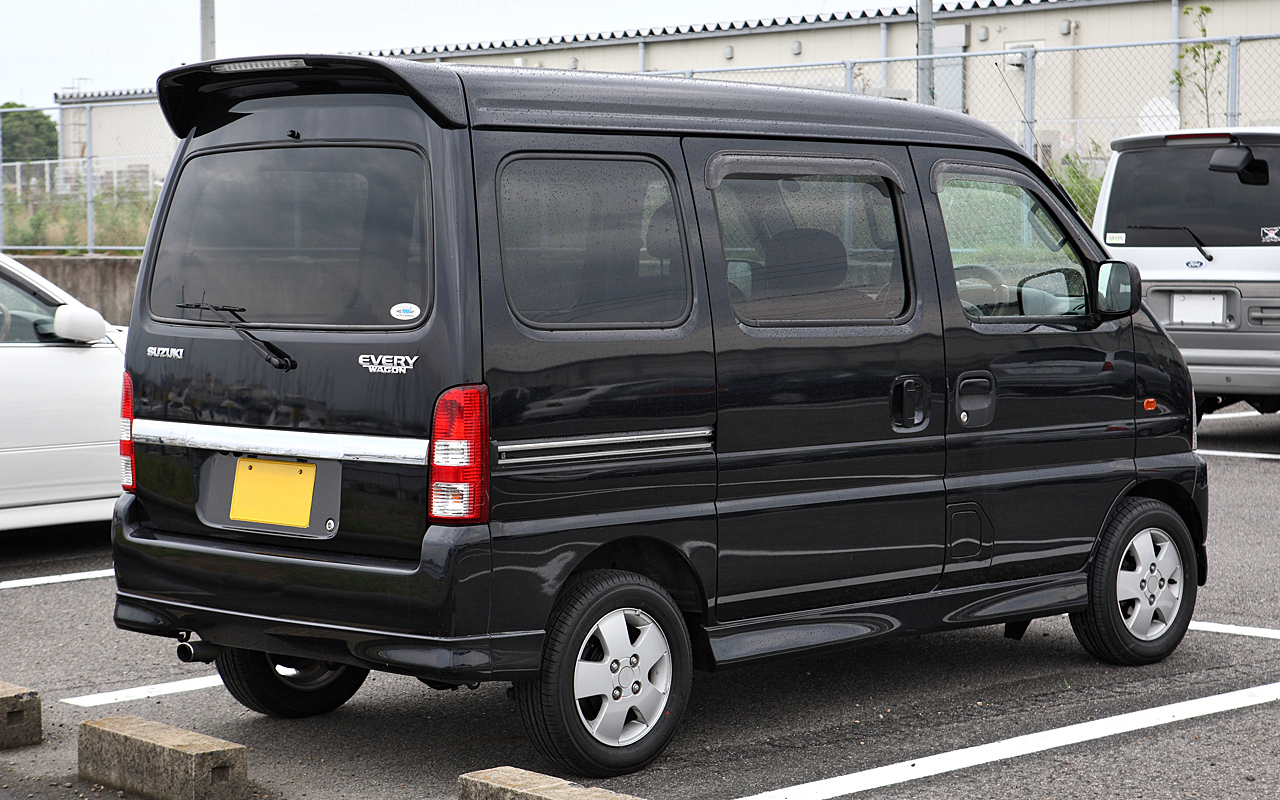
Every Wagon車尾
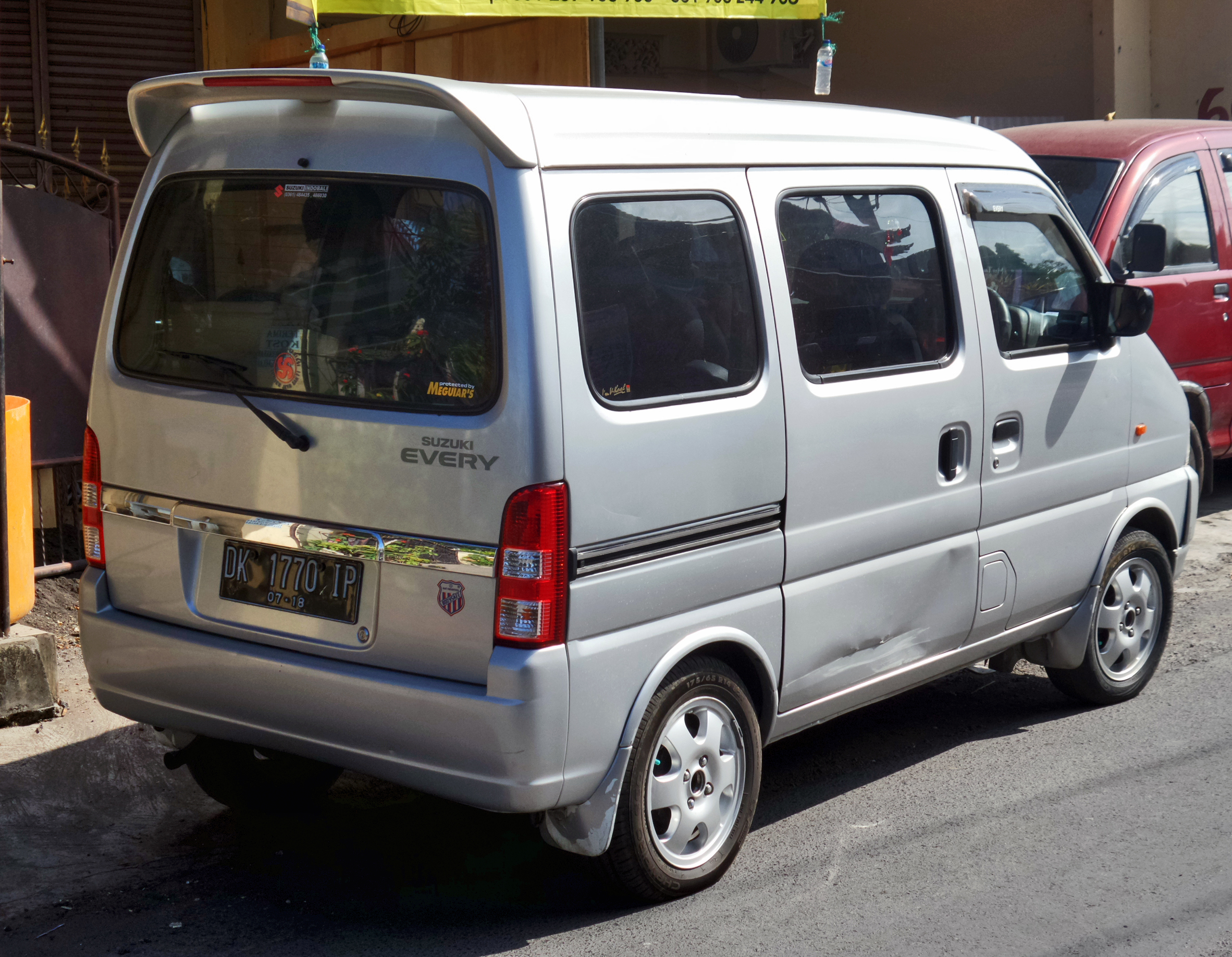
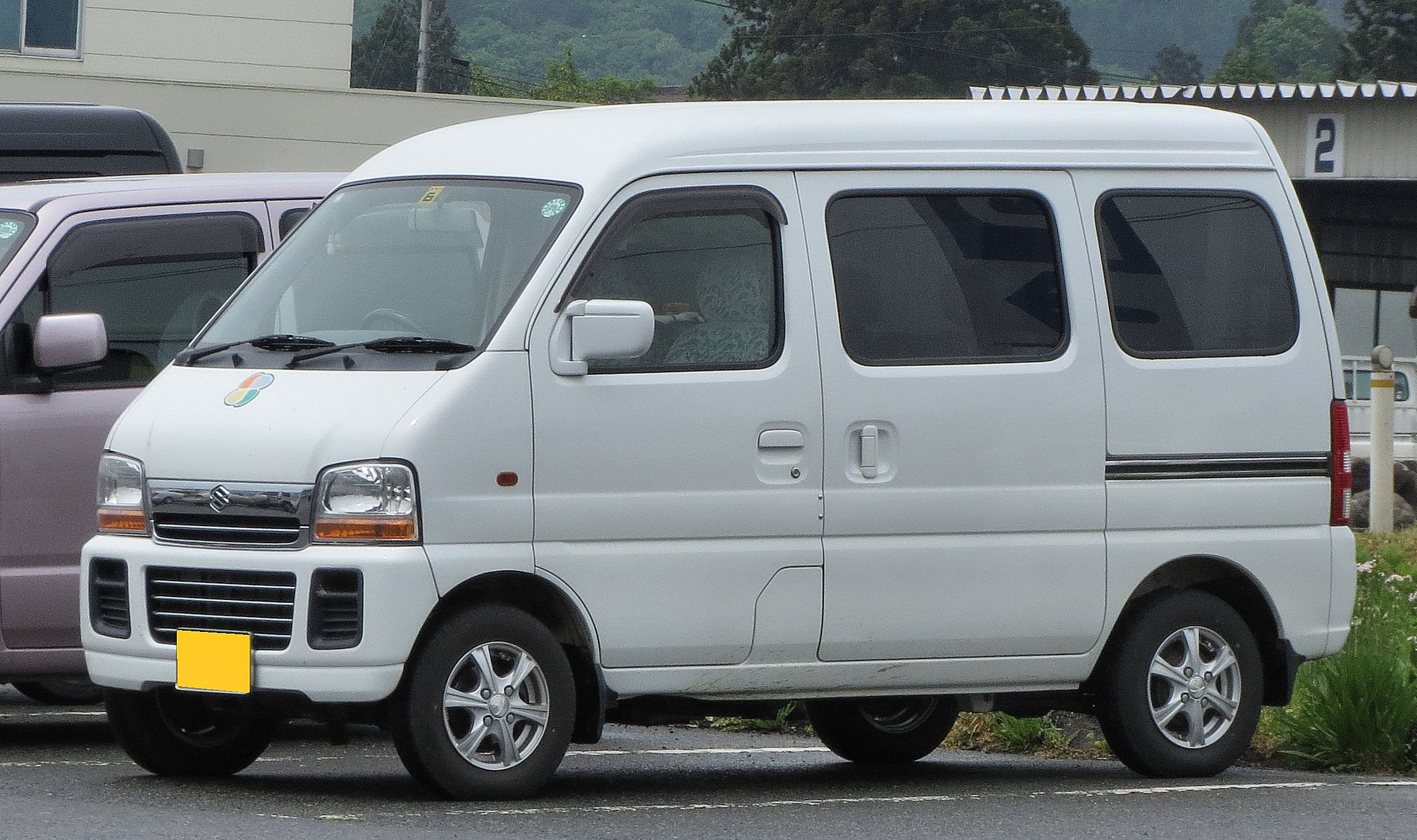
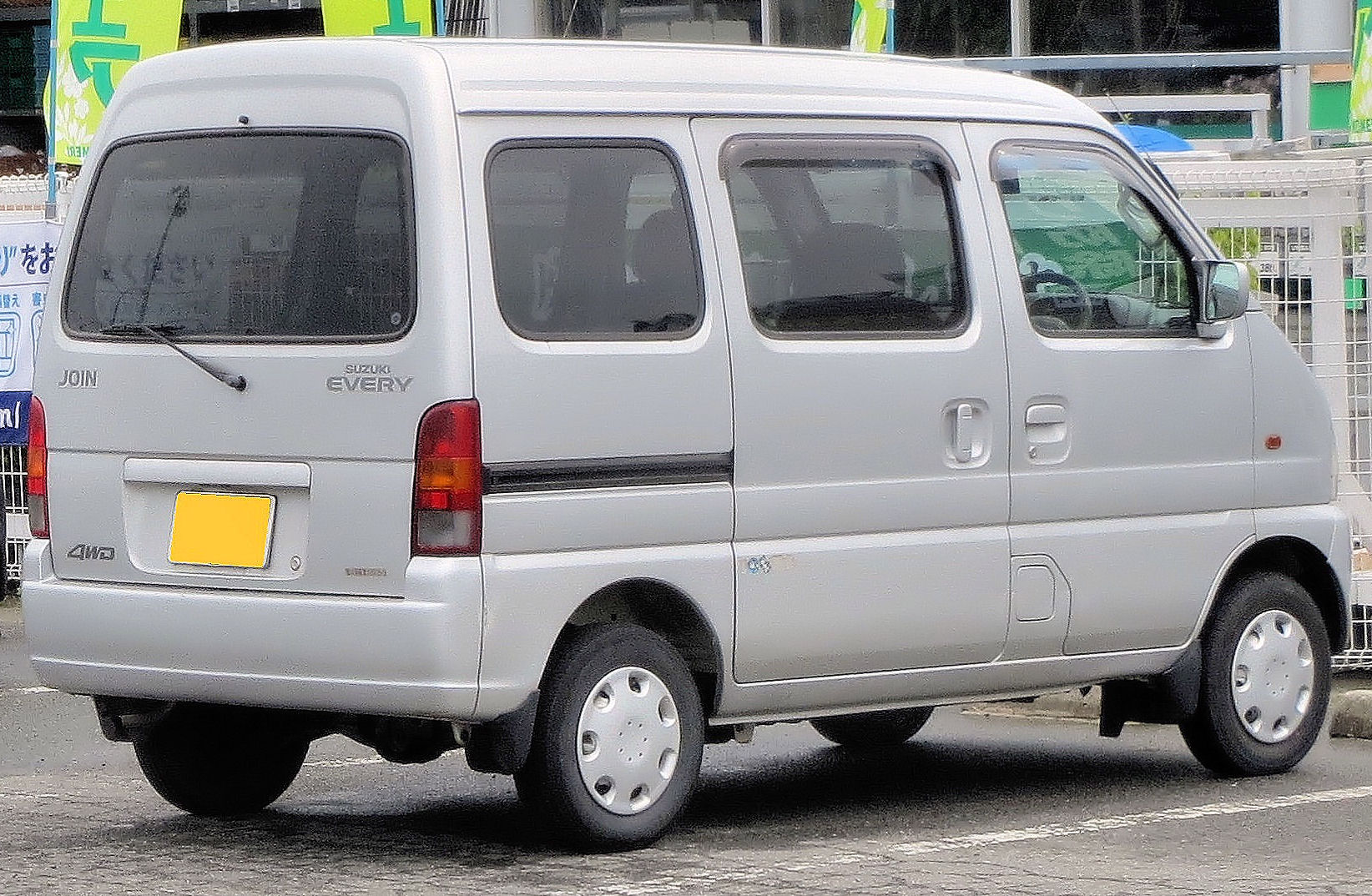
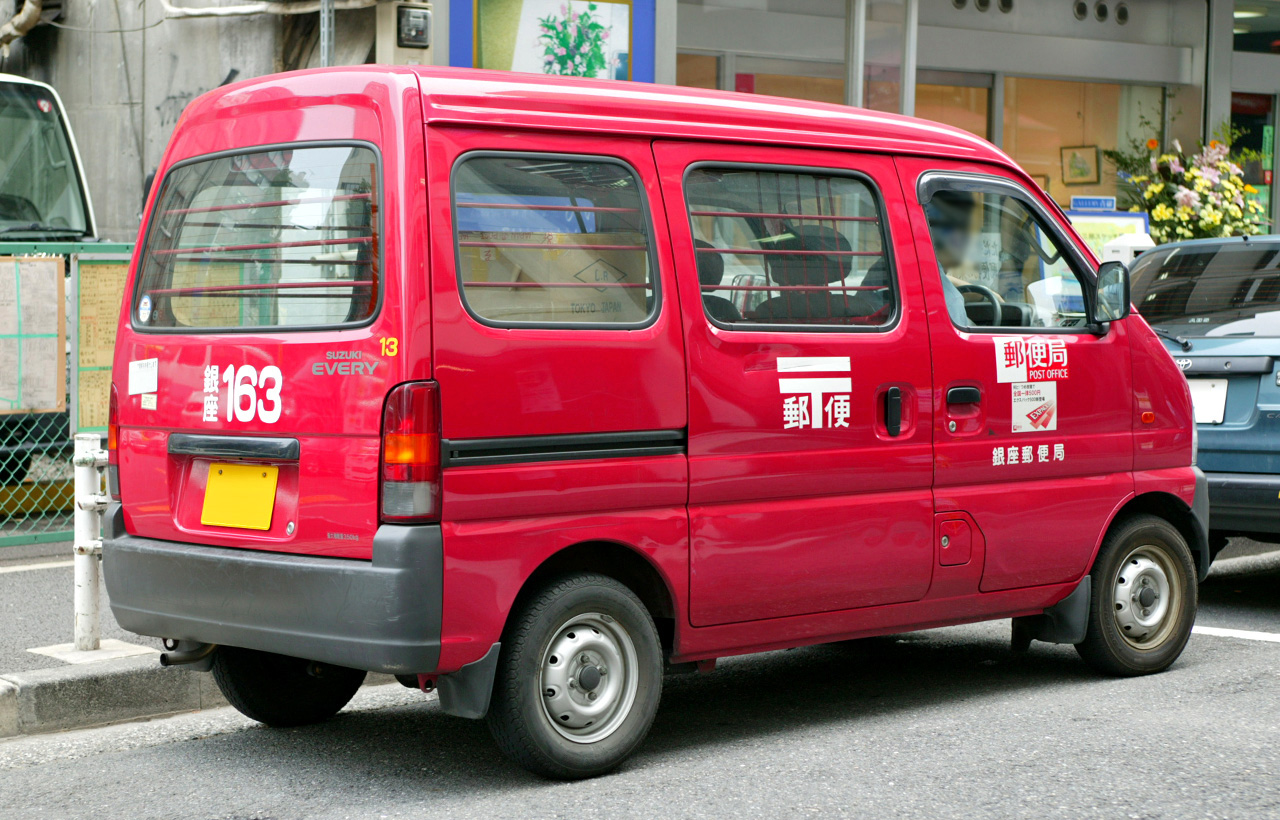

### 第五代/旅行車第二代（2005年-2015年）
2005年 - 8月26日原廠推出大改款的Every：商用車DA64V型、商務旅行車DA64W型。二者的共通點是採用該級距首創的電動滑門，這也是新Every車系的賣點。內裝部分除了基本的黑灰色調，亦可選擇米色內裝搭配金屬飾板。動力來源具有658c.c.直列三缸DOHC K6A型、658c.c.直列三缸DOHC K6A型渦輪增壓引擎（附中冷器）等二種選擇，可搭配五速手排和四速自排變速系統。基本配備則有電動後視鏡、懸空式排檔座、鍍鉻儀表外環、置物格、置杯架等，頂級車款更可加裝恆溫空調系統、2DIN音響主機等。此外同為右駕之故，此款車亦引進香港、澳門等地，同樣採658c.c.直列三缸DOHC K6A型引擎。
2006年 - 2月2日發售三種福祉車：「Every Wagon輪椅移動車」、「Every輪椅移動車」及「Every Wagon升降座椅車」。前二者以4WD車型，尾門打開後可以電動遙控輔助斜坡；後者則是以電動控制左後席的迴轉、前後滑行、升降等功能，並附有腳踏板。同年10月30日推出「汽車共享專用車」，以PU車型為基礎加裝IC卡讀取裝置和通訊裝置，以達到汽車共享業者的使用目的。12月4日推出特仕車「Laser Selection」，乃以「PZ Turbo Special」車型為底，加裝專用座椅、木紋中控台等配備。
2007年 - 7月9日實施小改良（3型），調整車色塗裝，變更「PZ Turbo」和「PZ Turbo Special」兩種車型的進氣壩，新增放電式頭燈組。「PZ Turbo Special」新設高頂車型，並具備尾翼。同年11月Every Wagon小改良，新增車色。
2009年 - 12月10日推出特仕車「JP Turbo Limited」，乃以標準車頂的「JP Turbo」車型為藍本，增添專用進氣壩、全車空力套件、13吋鋁圈、前霧燈、車側後視鏡附LED方向燈、四種車色塗裝等配備。
2010年 - 5月18日Every和Every Wagon一同改良（5型）。提升Every Wagon引擎壓縮比以加強油耗表現，渦輪增壓器經改善後增強低速域的扭力。「PZ Turbo」和「PZ Turbo Special」外觀的空力套件更新，內裝也一新耳目，車色塗裝整理為5色。
2012年 - 5月27日再次改良（6型），同年7月為了因應新的汽車安全標準，改良座椅和安全帶設計。除了「JOIN車型」之外，Every的前排座椅與頭枕從一體式改為分離式。「JOIN車型」和Every Wagon的前、後排座椅雖仍為一體式，但頭枕面積加大。
2013年 - 4月10日Every的三速自排車型改善引擎，4WD車型改採滾動抗阻性能的輪胎，並變換觸媒以淨化廢氣。同年12月3日起，開始換牌成日產NV100 Clipper、Clipper Rio等二種車款，供應給日產汽車。
2014年 - 2月27日起鈴木復以Every和Every Wagon換牌成三菱Minicab Van / Truck、三菱Town Box等二種車款，再加上馬自達Scrum，形成市場上共有4種兄弟車一同競逐的局面。

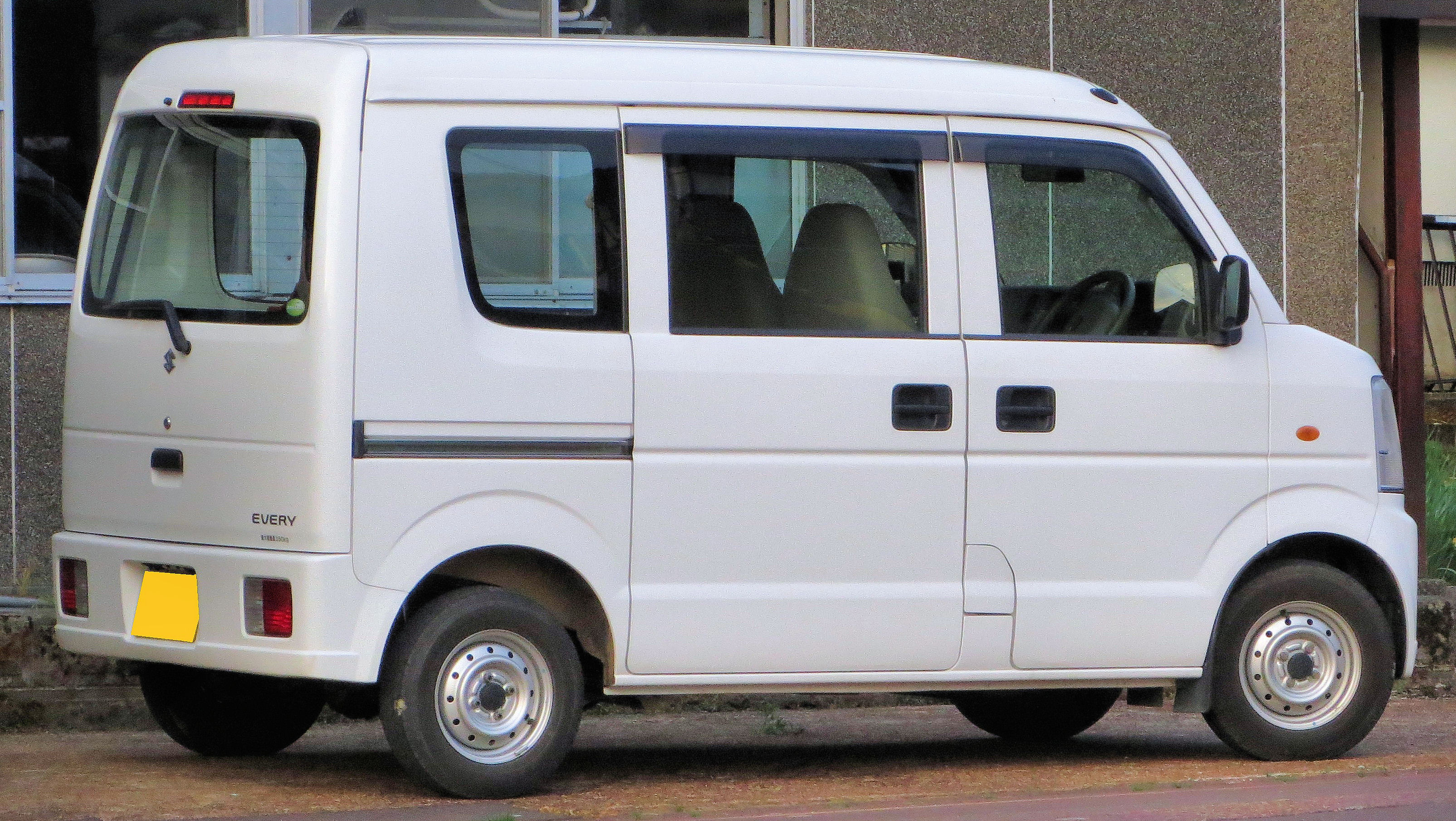
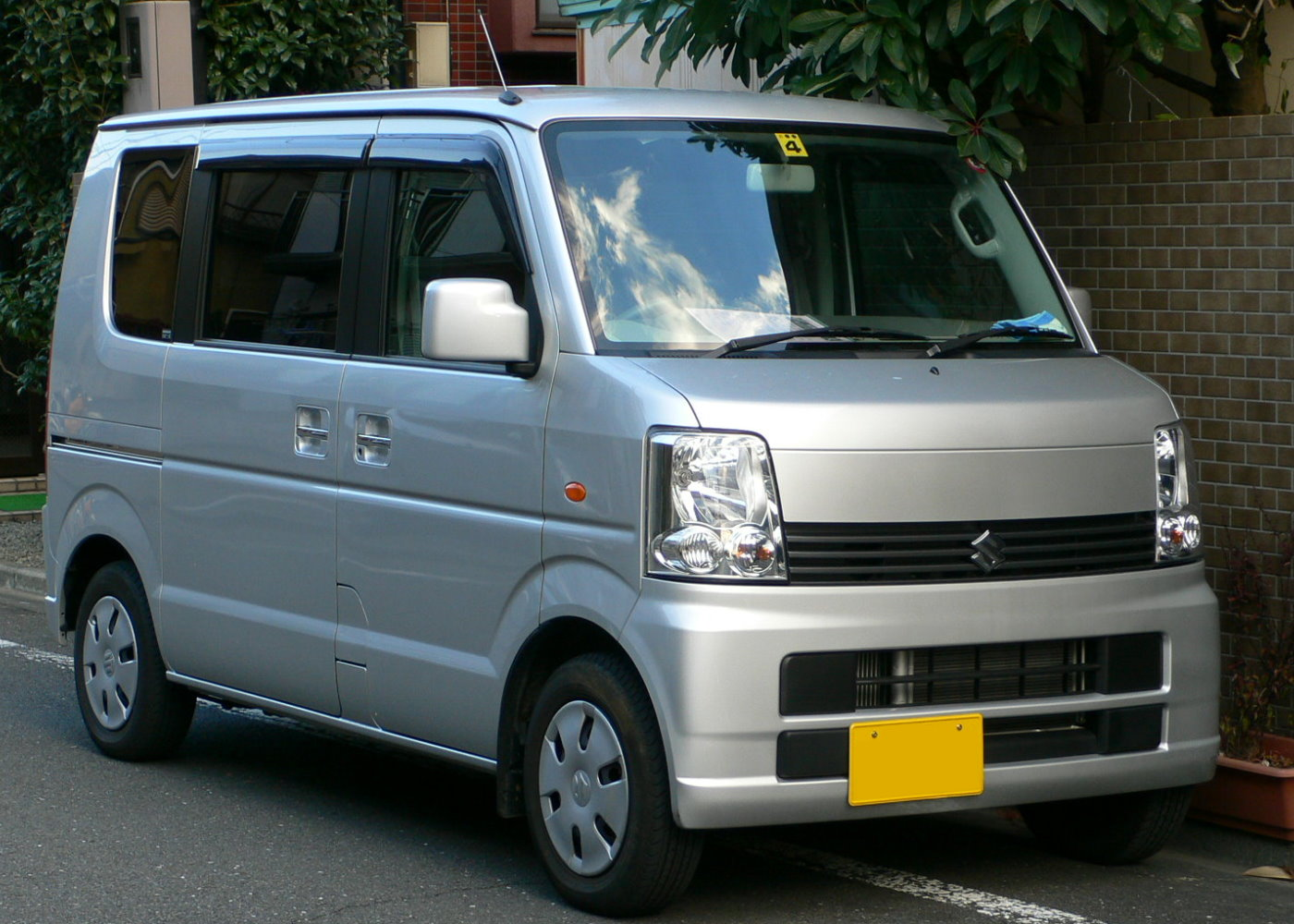
Wagon JP標準車頂
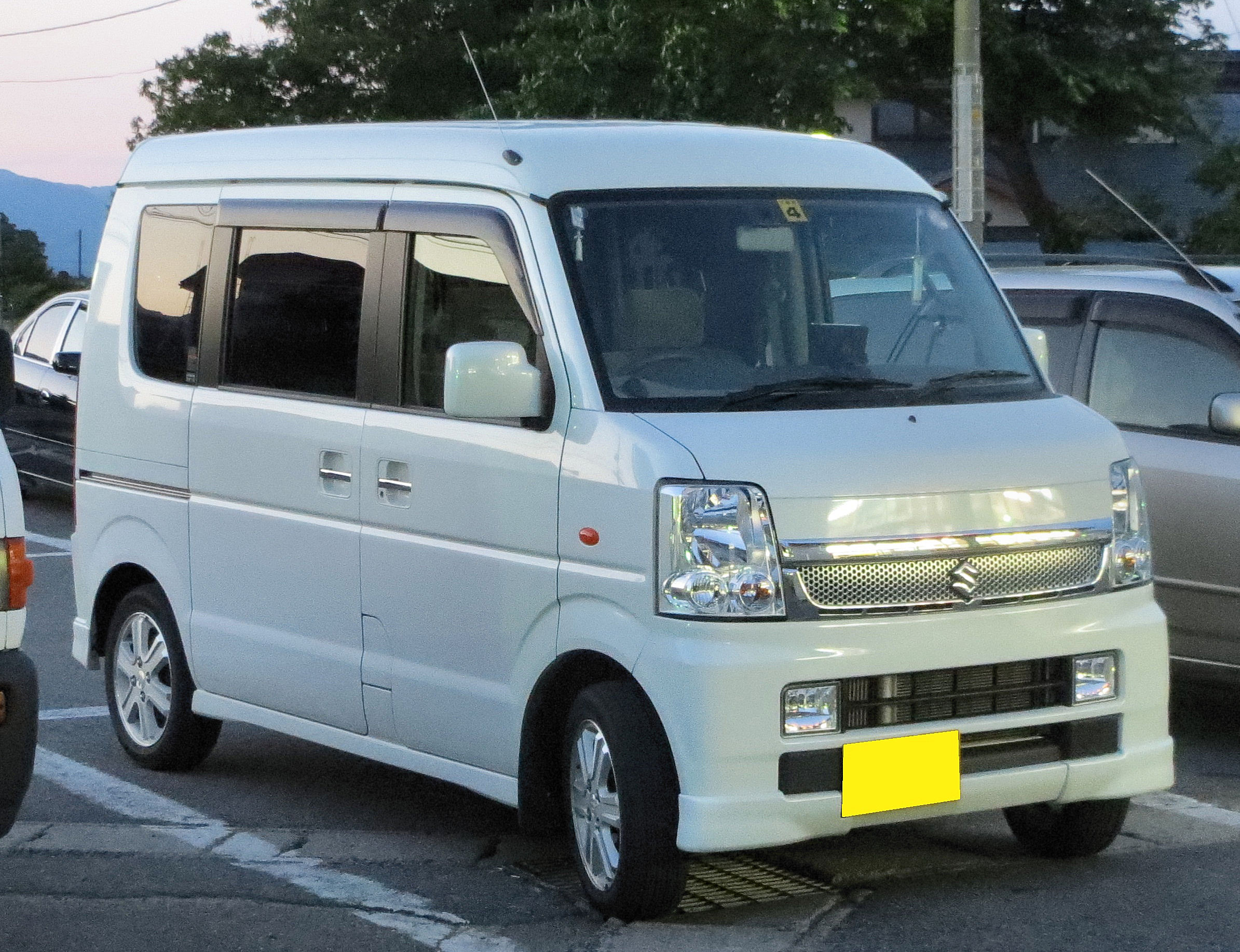
Wagon PZ Turbo Special高頂型車頂（前期型）
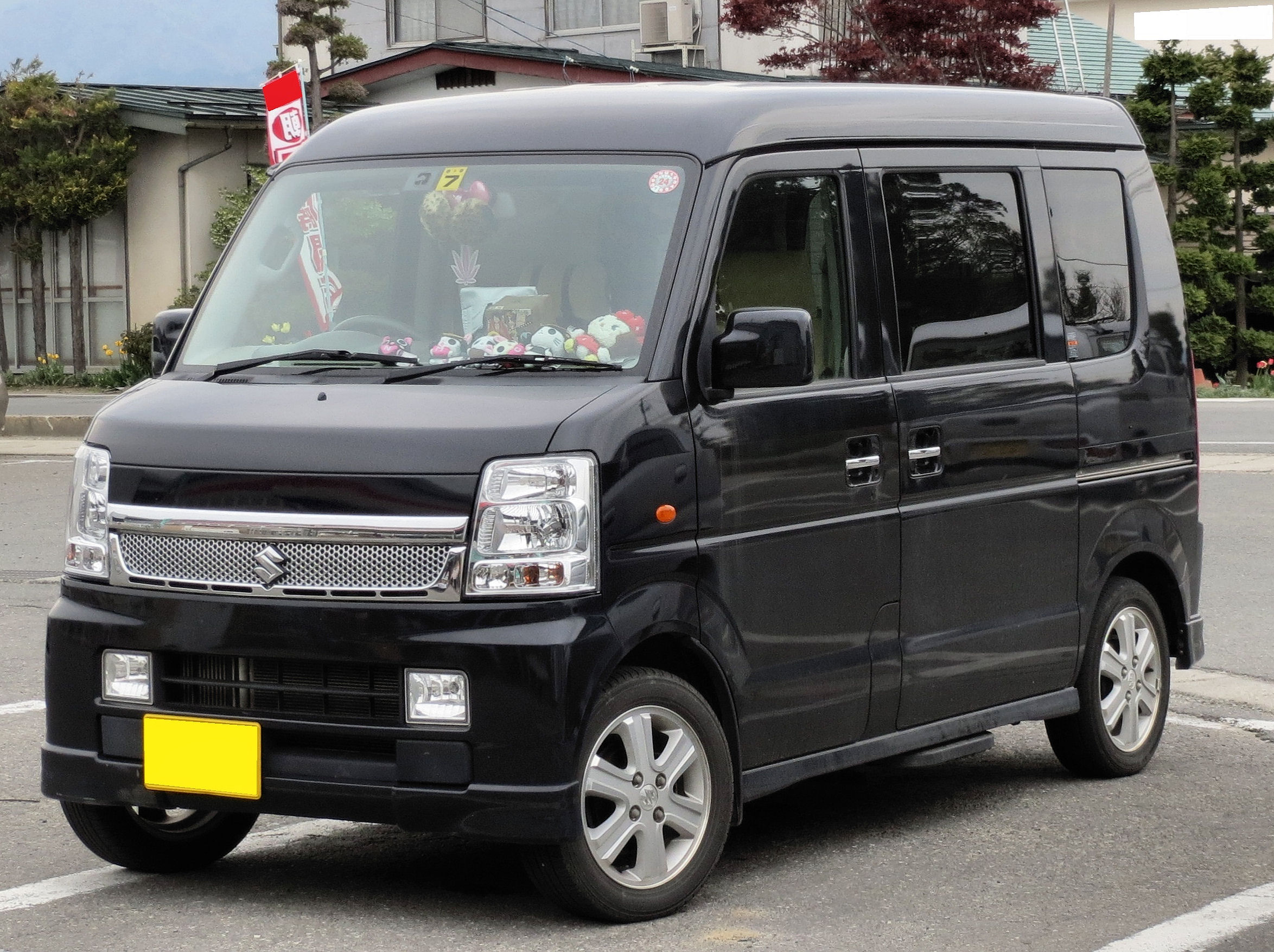
Wagon PZ Turbo Special高頂型車頂（中期型）
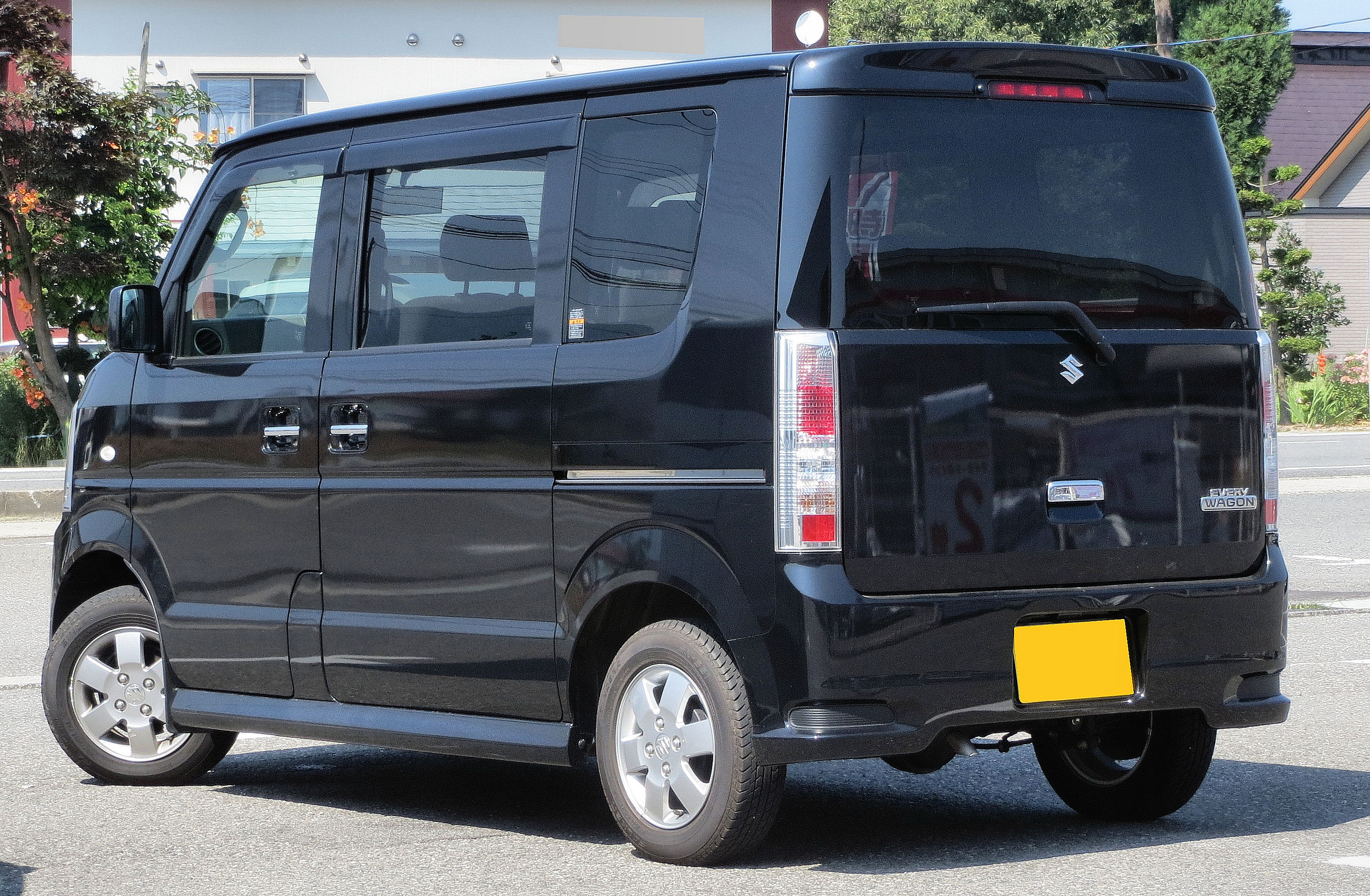
Wagon PZ Turbo
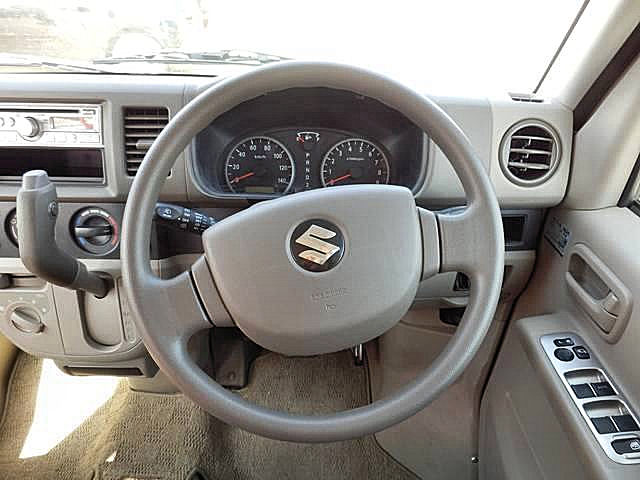
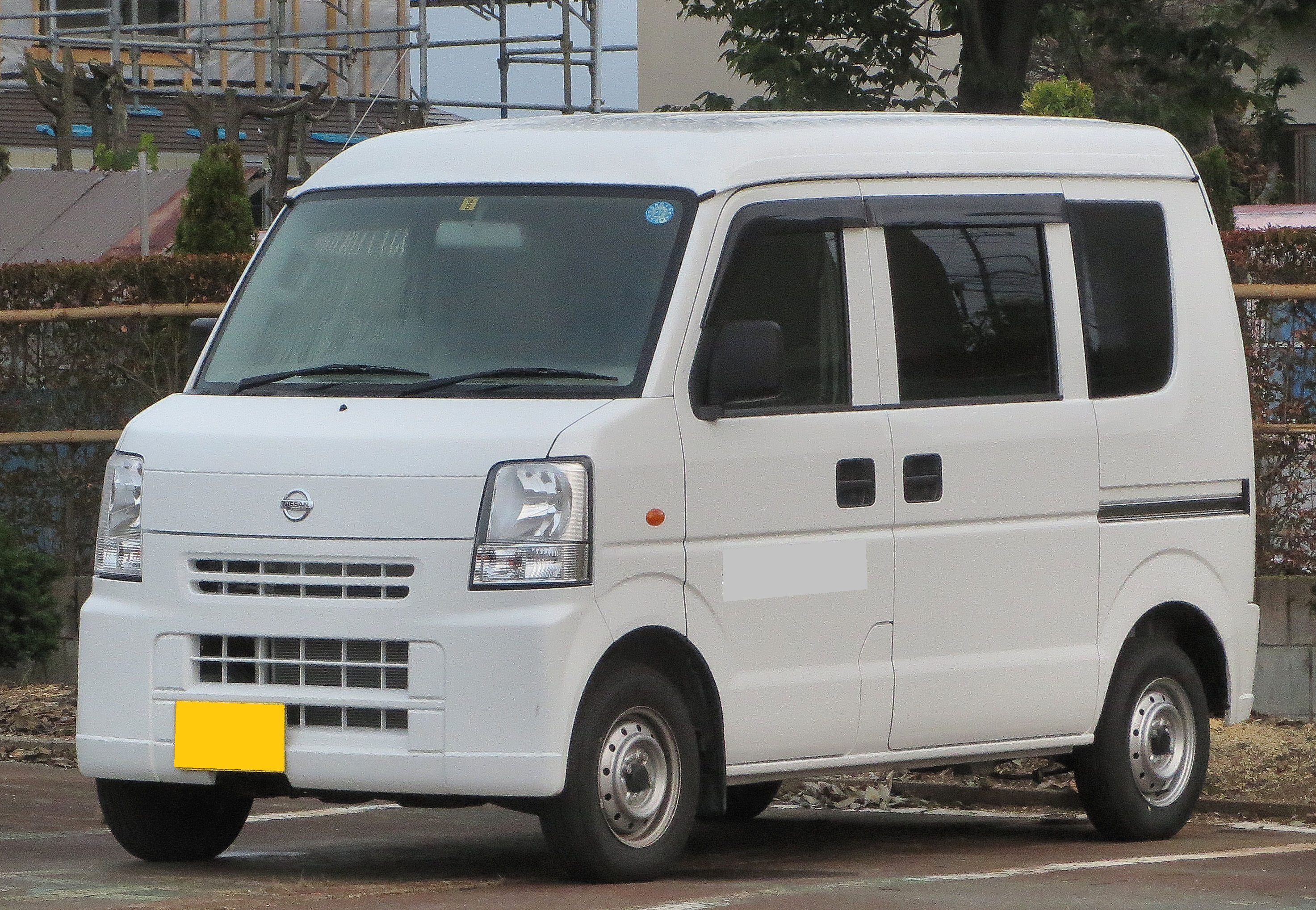
日產NV100 Clipper
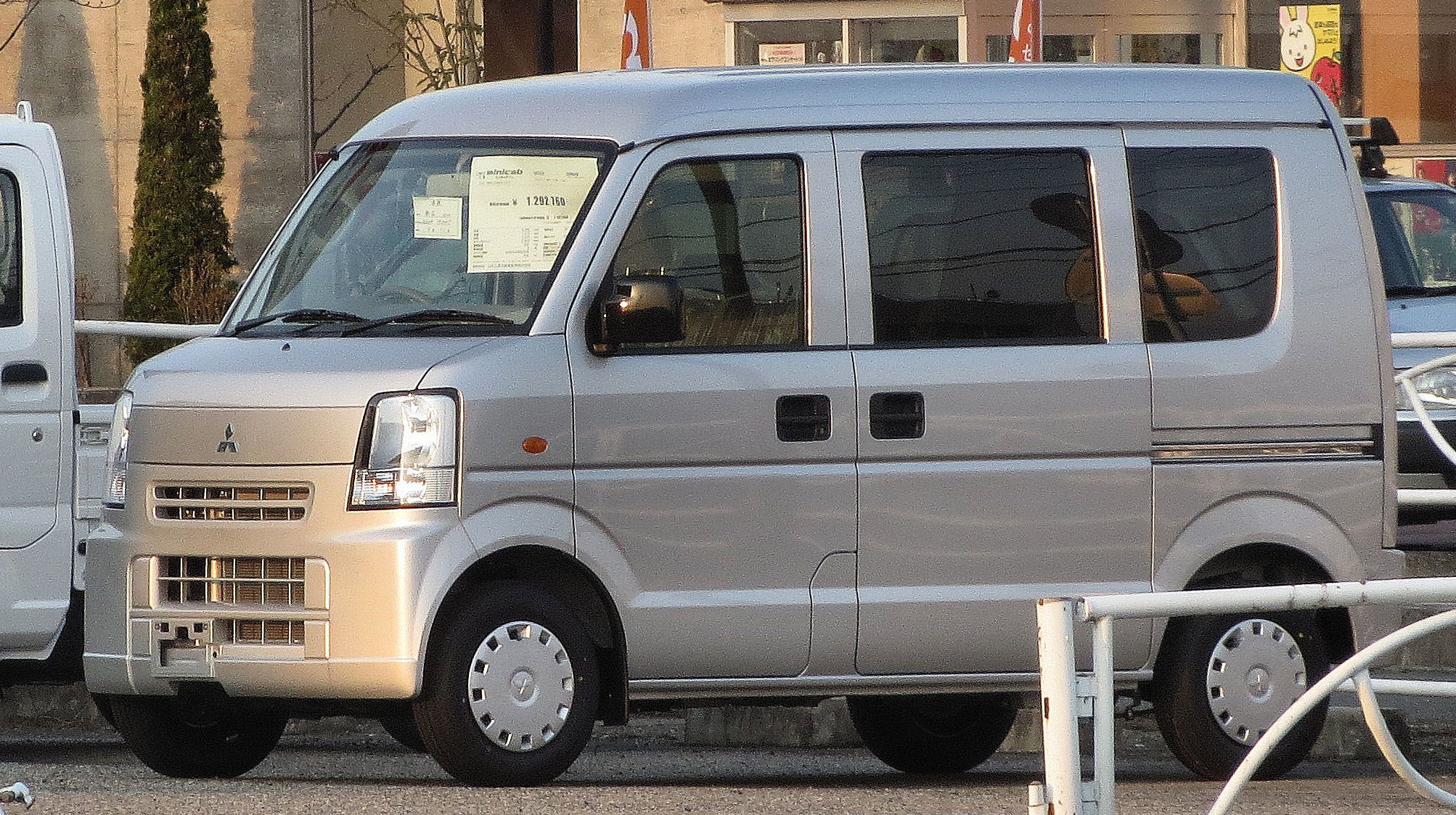
三菱Minicab Van
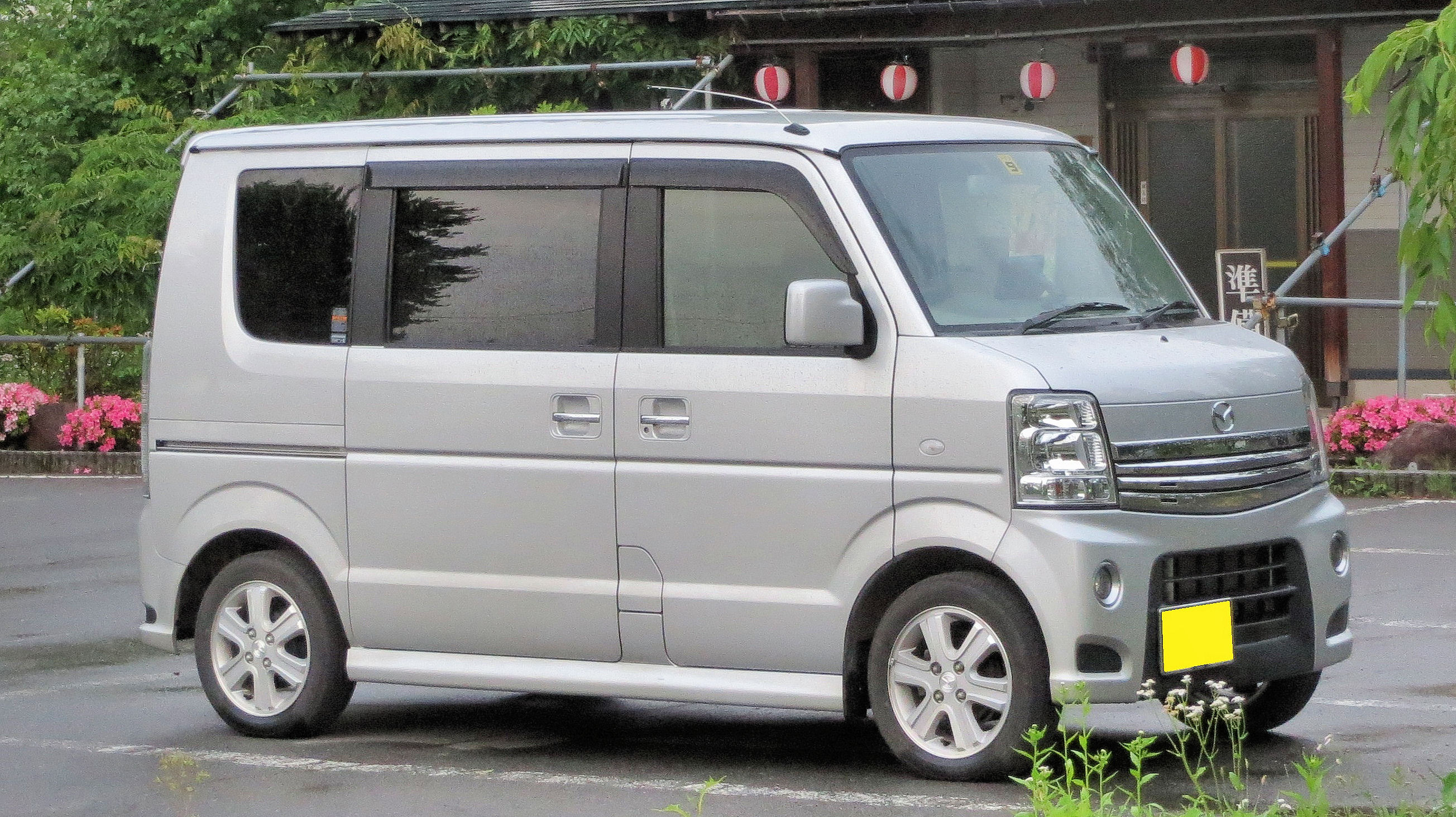
馬自達Scrum Wagon PZ Turbo Special

### 第六代/旅行車第三代（2015年迄今）
2015年 - 2月18日正式大改款，是為第六代DA17V型、第三代DA17W型（Every Wagon）。二種車型在軸距2,430mm的設定下同樣分成標準車頂和高車頂二種；按照等級的不同，具有引擎啟動按鈕（push start system）、免鑰匙引擎啟動系統（Smart Key）、自動登車踏板、電動側邊雙滑門、恆溫空調系統、加熱座椅及後視鏡、雷達波煞車輔助系統、ESP車身動態穩定系統、雙前座SRS安全氣囊、16處置物空間等配備。搭載658c.c.直列三缸DOHC R06A型渦輪增壓引擎（附中冷器），可輸出64hp / 6,000rpm的馬力和9.7kg·m / 3,000rpm的扭力，為Every Wagon全車系標配、Every頂級車型使用。另一具心臟則是Every標配的658c.c.直列三缸DOHC VVT R06A型引擎，具備49hp / 5,700rpm、6.3kg·m / 3,500rpm的功率輸出。至於變速系統，則可選擇五速手動排檔、四速自動排檔、五速AGS自手排半自動排檔等。
同年6月25日針對身心障礙人士推出二款福祉車輛：「Every Wagon輪椅移動車」及「Every輪椅移動車」。後車門開口高度1,450mm、寬度1,340mm的面積，以及電動控制無鋼索式升降斜坡可提供身心障礙人士方便出入；寬廣的車室空間可提供前座二人、後座看護者與身心障礙人士各一人搭乘。
同年9月29日Every/Every Wagon獲得好設計獎，同時該公司的第八代鈴木Alto/第三代Alto Lapin、第二代鈴木SX4、第四代鈴木Solio/第二代Solio Bandit也一同獲獎。
2016年 - 3月10日發布改良的消息，5AGS車型將2速前進模式列入標配，可在未載貨、少數乘員的情況下獲得較平順的行駛。

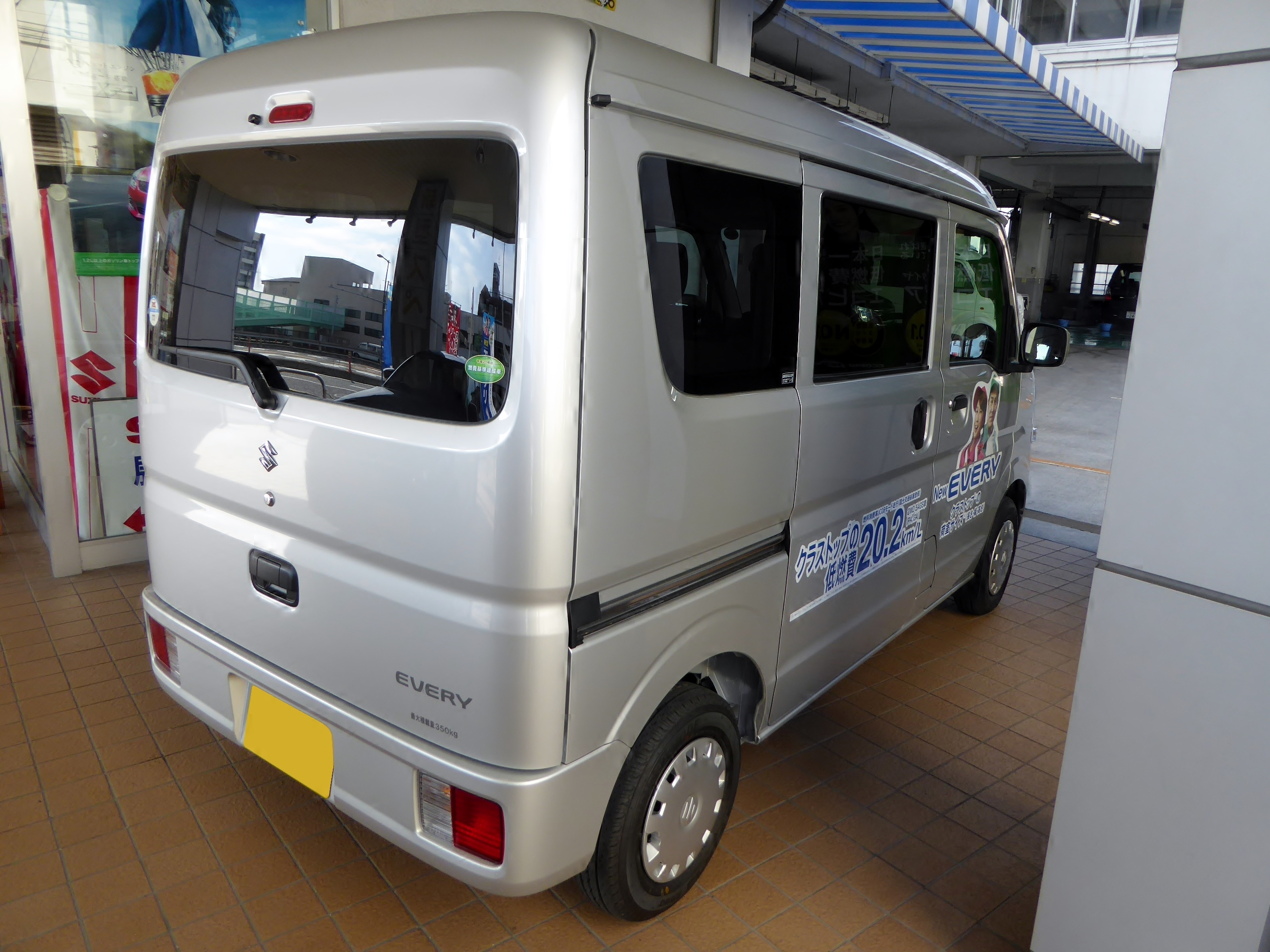
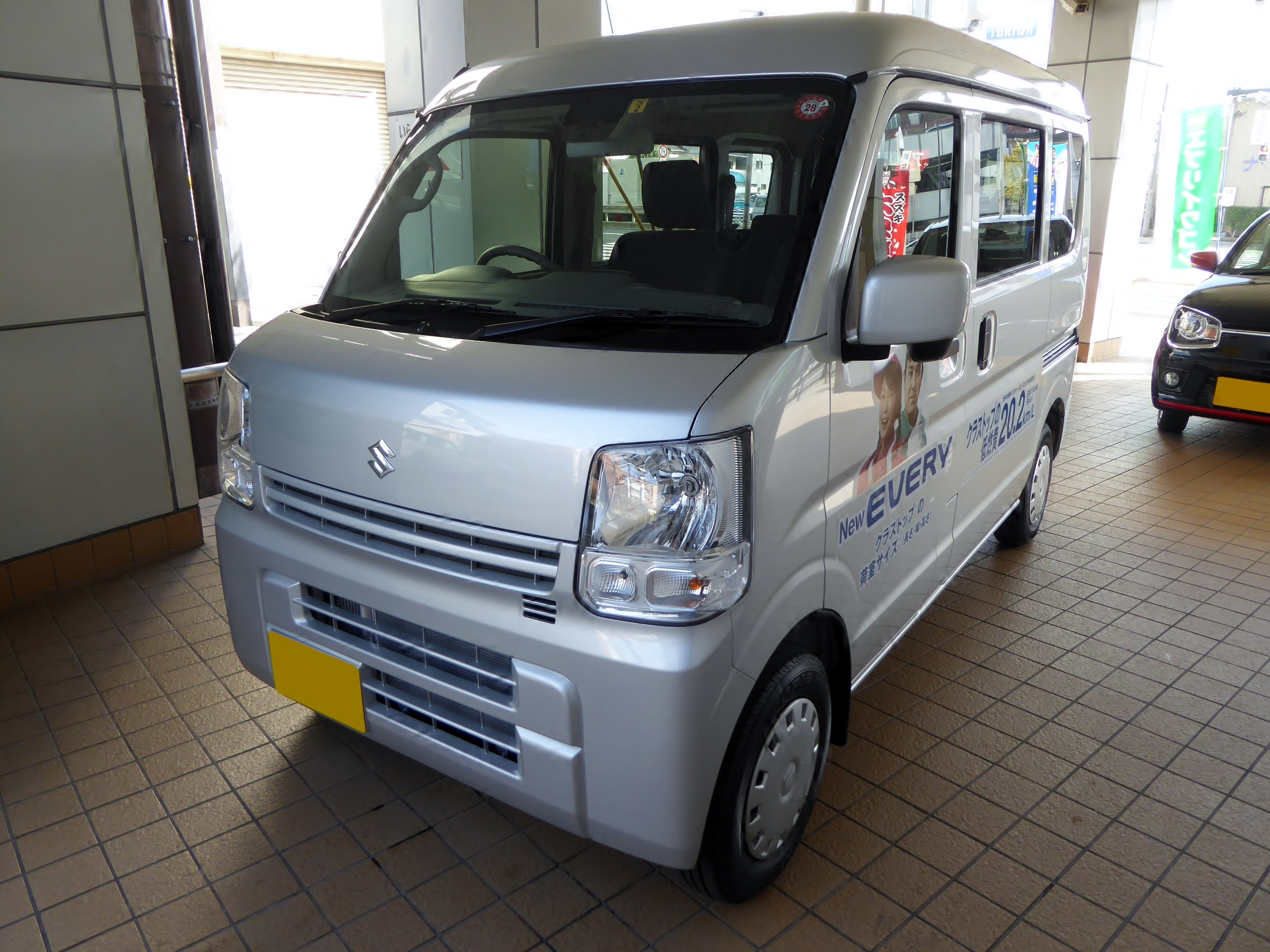
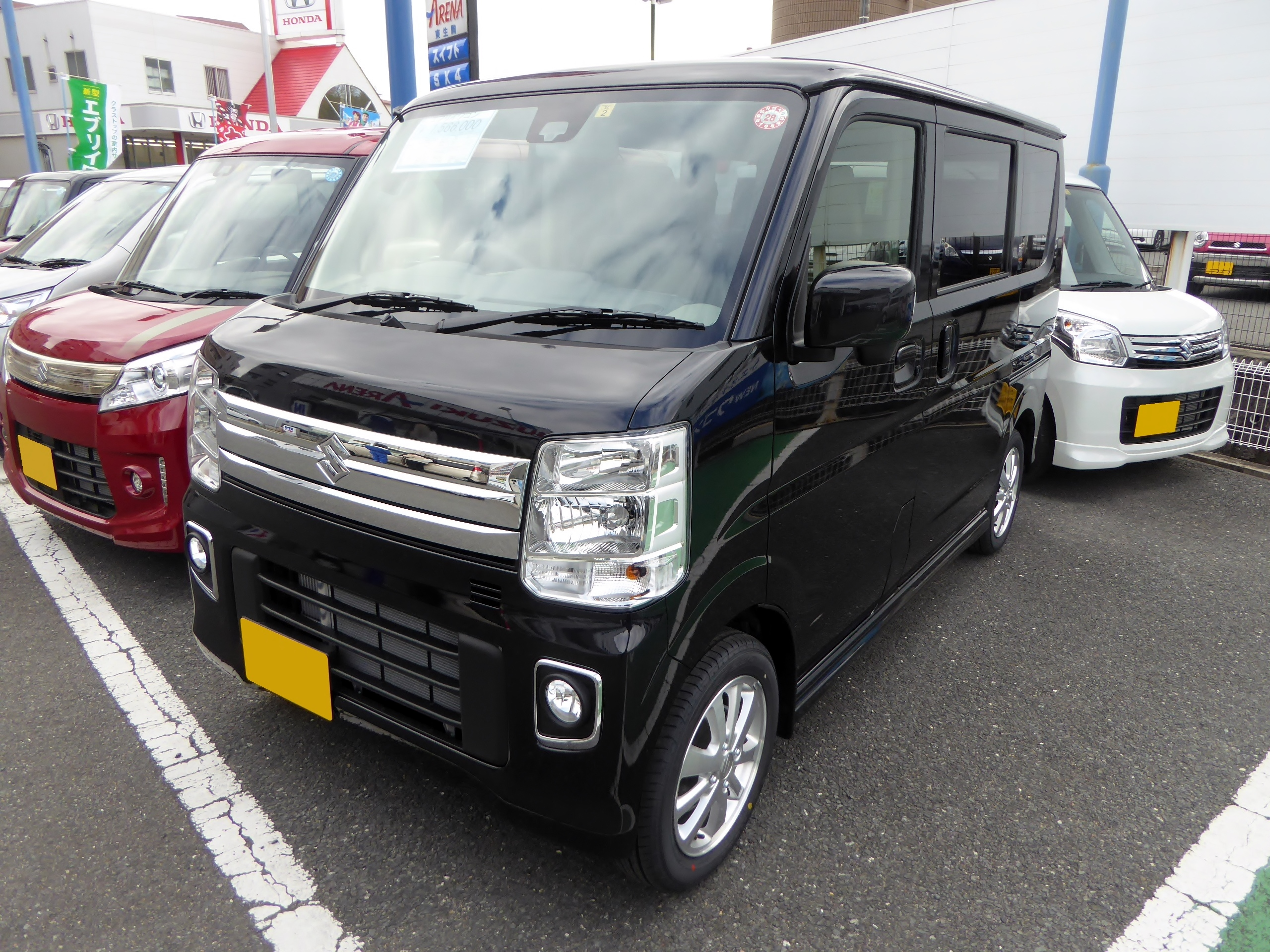
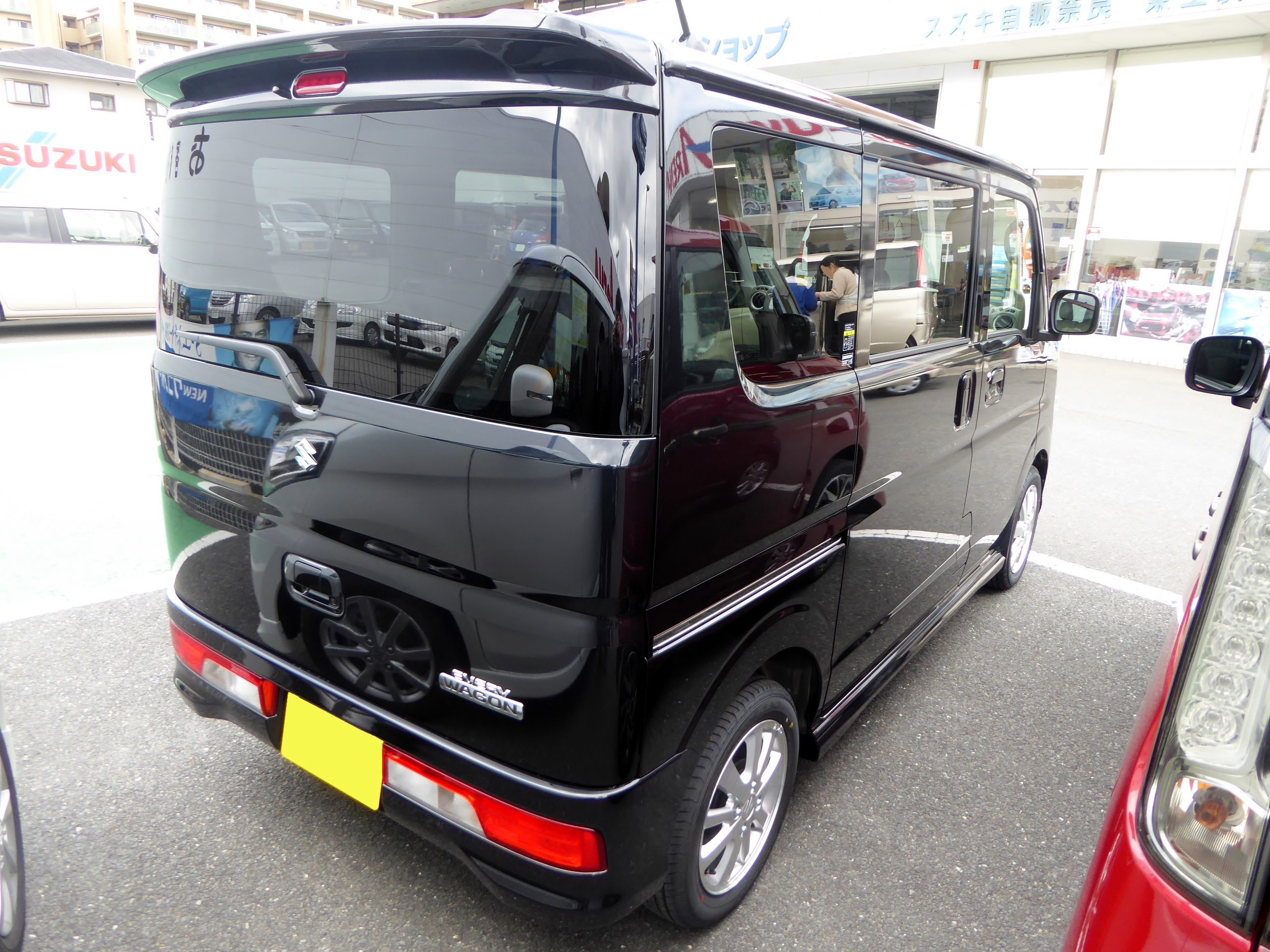
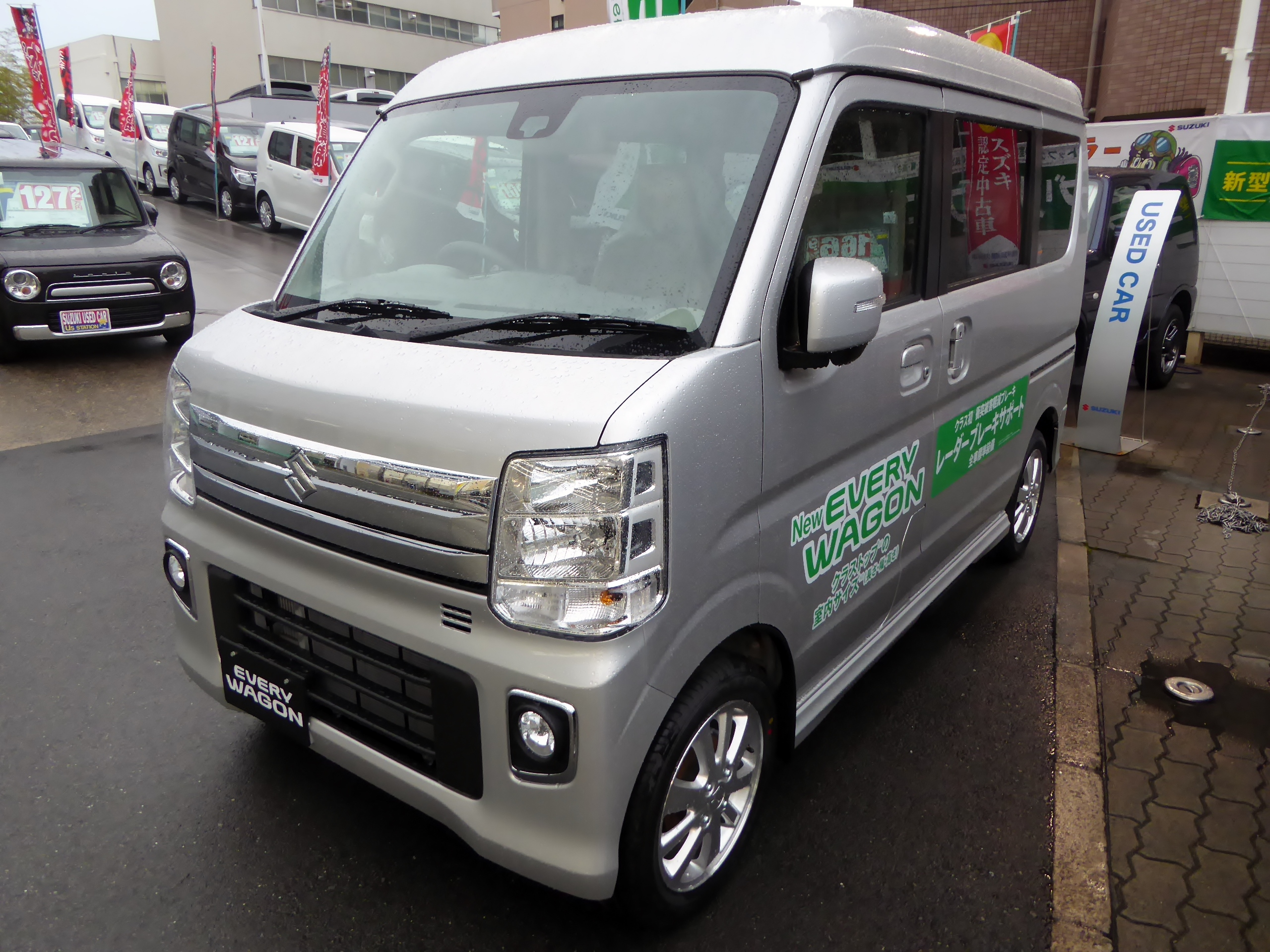
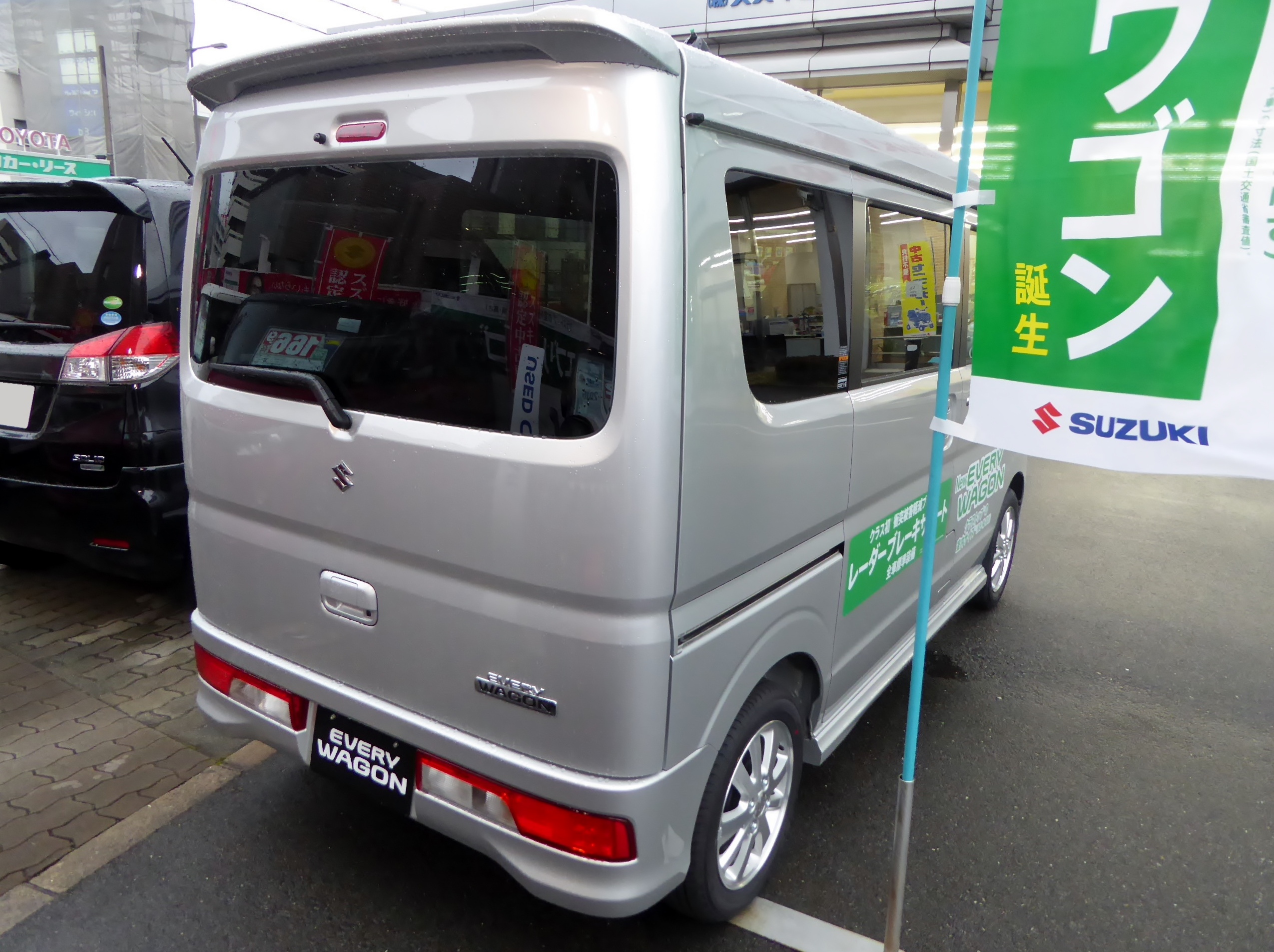

## 外部連結
- 香港官方網站
- （日語）日本官方網站：Every （页面存档备份，存于）
- （日語）日本官方網站：Every Wagon （页面存档备份，存于）